# الجامع الأموي (دمشق)
جامع بني أمية الكبير، ويعرف اختصارًا بالجامع الأموي، هو المسجد الذي أمر الوليد بن عبد الملك بتشييده في دمشق، وهو من أشهر المساجد وأفخمها، وأحد عجائب الإسلام السبعة في العالم.
بدأ بناء الجامع الأموي في عام 705م على يد الوليد بن عبد الملك، وقد حشد له صنّاعاً من الفرس والهنود، وأوفد إمبراطور بيزنطة مئة فنان يوناني للمشاركة في التزيين، ونال قسطًا وافرًا من المدح والوصف، لا سيَّما من الرحالة والمؤرخين والأدباء الذين مرّوا بدمشق عبر العصور وأطروا بشكل خاص على زينة سقف المسجد وجدرانه الفسيفسائية الملونة، والرخام المستعمل في البناء. إلا أن أغلبها طُمس بناءً على فتاوى بعدم جوزاها حتى أُعيد اكتشافها وترميمها عام 1928. وقد وصفها المؤرخ فيليب حتي بأنها «تمثل الصناعة الأهلية السورية وليس الفن اليوناني أو البيزنطي.»
يتميز الجامع الأموي أيضًا بكونه أول مسجد ظهر فيه المحراب والحنية نتيجة طراز البناء الذي كان يشكل كنيسة يوحنا المعمدان سابقاً. أما مئذنته الشمالية، وهي أقدم مآذنه الثلاث، فتعود لعهد الوليد بن عبد الملك. كما استخدمت أيضاً منارةً لمدينة دمشق، وكانت ستعمل خلال القرون الوسطى للمنقطين للتأمل والصلاة، ومنها انتشر نموذج المئذنة المربعة إلى سائر أنحاء سوريا وشمال إفريقيا والأندلس.
يحتوي الجامع على مدفن جسد يوحنا المعمدان -النبي يحيى- نسيب المسيح، ولم يبقَ من آثاره المسيحية سوى جرن العماد ونقش باليونانية في مدح المسيح على أحد الجدران. كما يحوي المسجد أيضاً على الفتحة التي وضع فيها رأس الحسين بن علي حين حُمل إلى دمشق. وأُلحق بالمسجد مقبرة تضم رفات صلاح الدين الأيوبي.
احترقت أجزاء من الجامع ثلاث مرات: الأولى عام 1069م، والثانية على يد تيمورلنك عام 1400م، والثالثة عام 1893م. وكانت آخر عمليات الترميم في العصر الحديث عام 1994م.

## الموقع
يقع الجامع الأموي في وسط مدينة دمشق القديمة، المنطقة المدرجة على لائحة التراث العالمي.

## التاريخ

### قبل الإسلام
يعود تاريخ المسجد الأموي في سورية إلى 1200 سنة قبل الميلاد، حيث كانت دمشق عاصمة لدولة آرام دمشق خلال العصر الحديدي. وقد كان آراميو غرب سوريا يعبدون «حدد الآرامي،» إله الخصب والرعد والمطر حسب معتقدهم، لذلك أقاموا معبداً مخصصاً له في موقع «المسجد الأموي» المعاصر. ولا يُعرف بالضبط كيف بدأ المعبد، لكن يعتقد أنه اتَّبع النموذج المعماري الكنعاني السامي التقليدي. وهو يشبه معبد القدس، ويتألف من فناء مسور وغرفة صغيرة للعبادة. وقد بقي حجر واحد من المعبد الآرامي يعود لحكم الملك حازائيل، وهو حالياً يُعرض في متحف دمشق الوطني.
واصل معبد حدد الآرامي القيام بدوره المركزي في المدينة حتى غزا الرومان دمشق في عام 64م فأقاموا فيه معبداً للإله جوبيتر، فقاموا بإعادة تكوين وتوسيع المعبد تحت إشراف مهندس معماري وُلد في دمشق يدعى أبولودوروس، وهو من صمم ونفذ التصميم الجديد. وقد أُعجب السكان المحليين بتماثُل وأبعاد «معبد جوبيتر اليوناني الروماني.» وباستثناء زيادة حجم المبنى، حافظ الرومانيون على معظم تصميمه الأصلي، وتُرِك الفناء المسور سليماً إلى حد كبير. وأقيمت في وسط الفناء غرفة داخلية، وكان هناك برج واحد في كل من الزوايا الأربع للفناء. كما استخدمت الأبراج للطقوس تمشياً مع التقاليد الدينية السامية القديمة حيث قُدِّمت الأضاحي في الأماكن المرتفعة.
أصبح المعبد الروماني الجديد السلطة التشريعية الدينية في مدينة دمشق بسبب حجمه الكبير، وكان الغرض من تشييده (وقد أصبح فيما بعد المركز الرئيسي للعبادة في الإمبراطورية الرومانية) أن يكون منافساً للمعبد العبري في القدس. وقد أضيف لـ«معبد جوبيتر» المزيد من الإضافات خلال الفترة الأولى من الحكم الروماني للمدينة، وأصبح أغلب كهنة المعبد أثرياء بسبب التبرعات التي كانوا يجمعونها من المواطنين الأثرياء في دمشق. وقد وُسِّعت البوابة الشرقية لفناء المعبد في عهد سيبتيموس سيفيروس (حكم 193-211 م).
بحلول القرن الرابع للميلاد أصبح المعبد مشهوراً بسبب حجمه وجماله وفُصل عن المدينة بمجموعتين من الجدران. وكان الجدار الأول، الذي يعتبر الأكبر، يمتد على مساحة واسعة شملت السوق. أما الجدار الثاني فيحيط بحرم معبد جوبيتر الأصلي. وكان هذا المعبد الأكبر في سوريا الرومانية. وفي نهاية القرن الرابع للميلاد، تحديداً في عام 391، حُوِّل معبد جوبيتر إلى كاتدرائية القديس يوحنا بأمر من الإمبراطور ثيودوسيوس الأول (حكم بين 379 و395 للميلاد). لكن هذه الكاتدرائية المسيحية لم تكن مكرسة مباشرة ليوحنا المعمدان -النبي يحيى، وكُرِّست لاحقًا من القرن السادس للميلاد، إذ تشير الأسطورة المحلية أن رأس يوحنا المعمدان -النبي يحيى - دُفن هناك. وكانت الكاتدرائية بمثابة مقر أسقف دمشق، الذي يحتل المرتبة الثانية ضمن بطريركية أنطاكية بعد البطريرك نفسه.
ولا تزال أطلال المعبد باقية في منطقة سوق الحريم وحتى منطقة القيمرية.

### الفتح الإسلامي وقيام المسجد

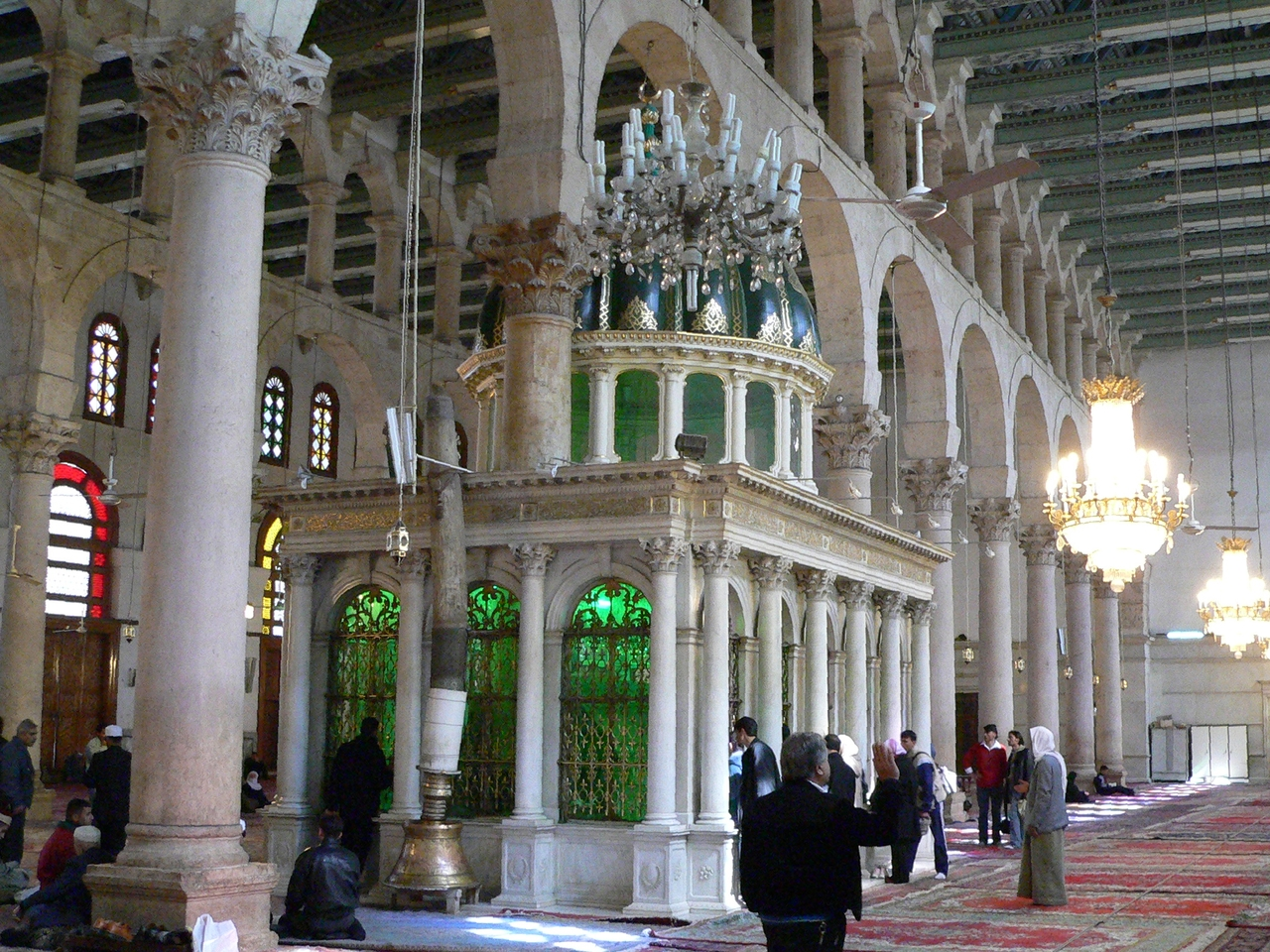
ضريح يوحنا المعمدان (أو النبي يحيى) داخل قاعة الصلاة في المسجد

في عام 634، تمت محاصرة دمشق من طرف الجيوش الإسلامية بقيادة خالد بن الوليد، ونجح خالد بضمها للأراضي الإسلامية صلحا. بعد عقود من فتح دمشق، أصبحت الخلافة الإسلامية تحت حكم السلالة الأموية، الذين اختاروا دمشق لتكون العاصمة الإدارية للعالم الإسلامي. وقد كلف الخليفة الأموي السادس، الوليد بن عبد الملك (705–715م) الصناع والمهندسين، ببناء المسجد في موقع الكاتدرائية البيزنطية في عام 706 م. قبل هذا، كانت الكاتدرائية لا تزال قيد الاستخدام من طرف المسيحيين المحليين، ولكن قد شُيِّدت غرفة صلاة (المصلي) للمسلمين في الجزء الجنوبي الشرقي من المبنى. الوليد، الذي أشرف شخصياً على المشروع، أمر بهدم معظم الكاتدرائية، بما في ذلك المصلى، وغُيِّر تخطيط المبنى تماما، ليستخدم بصفته مسجداً كبيراً لصلاة الجماعة لمواطني دمشق ومعلماً دينياً لمدينة دمشق.احتج المسيحيون على هذه الخطوة، وردا على هذا الاحتجاج أمر الوليد باسترجاع جميع الكنائس المصادرة الأخرى في المدينة إلى المسيحيين كتعويض. واكتمل بناء المسجد في عام 715 م، بعد وقت قصير من وفاة الوليد، وخلفه سليمان بن عبد الملك (715–717م) في الحكم.
ووفقا لمؤرخ القرن العاشر ابن الفقيه، أُنفق ما بين 600 ألف و 1,000,000 دينار على المشروع، وقد اشتغل به حرفيون أقباط، فضلا عن عمال فارسيين وهنديين ويونانيين الذين يشكلون الجزء الأكبر من القوة العاملة التي تتألف من 12 ألف شخص. ويذكر ابن الفقيه أيضا أن العمال وجدوا مغارة تعود للكنيسة البيزنطية أثناء بناء المسجد، وكانت هذه المغارة تحتوي على صندوق يوجد به رأس القديس يوحنا المعمدان حسب المعتقد المسيحي، أو النبي يحيى بن زكريا في الإسلام. فأمر الوليد بتركه على حاله، وجعل عمودا قائما على المغارة كعلامة مميزة ثم وضع فوقه تابوت عليه اسم النبي يحيى.

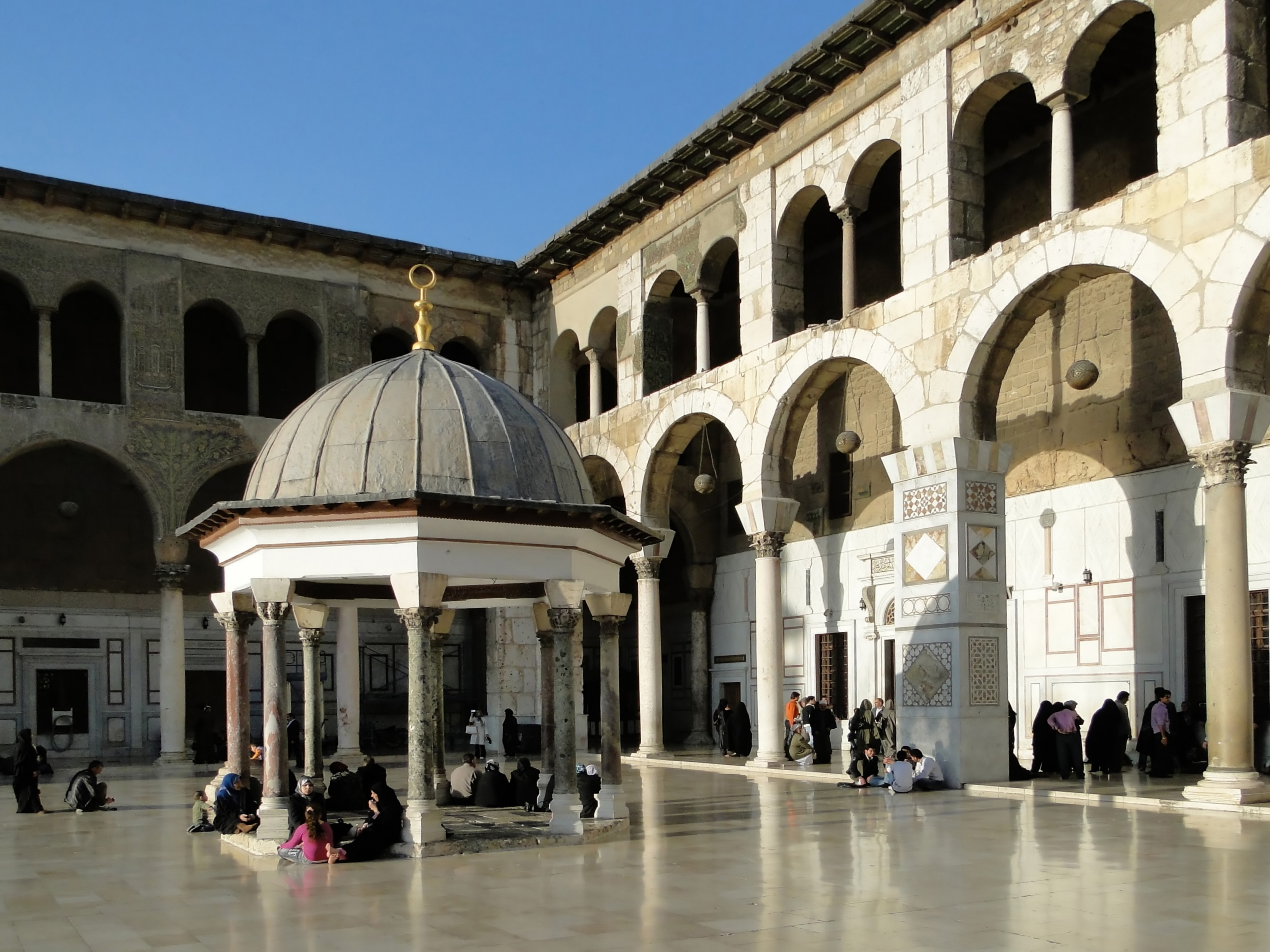
القبة التي بنيت في عام 780

في أعقاب الانتفاضة التي أنهت حكم الأمويين عام 750م على يد العباسيين، وأصبحت الخلافة الإسلامية تحت حكم السلالة العباسية الذين قاموا نقل عاصمة الخلافة من دمشق إلى بغداد. وبصرف النظر عن موقع دمشق الإستراتيجي والتجاري، لم يكن للعباسيون مصالح في دمشق. وبالتالي، فإن المسجد الأموي قد عانى في بداية حكمهم، مع القليل من نشاط البناء المسجل بين القرنين 8 و 10 . ومع ذلك، فإن العباسيين نظروا للمسجد ليكون رمزا رئيسيا لانتصار الإسلام، وبالتالي نجا المسجد من منهجية القضاء على تركة الأمويين في مدينة دمشق. . وقام الفضل بن صالح بن علي الحاكم العباسي في دمشق، ببناء قبة في القسم الشرقي من المسجد في 780م. وبعد تسع سنوات، بدأ بتشييد قبة الخزينة بغرض إدخار أموال المسجد  وجاء في مذكرات الجغرافي المقدسي، أن العباسيين قاموا ببناء المئذنة الشمالية («مئذنة العروس») من المسجد في عام 831 في عهد الخليفة المأمون (813-833). وقد أمر المأمون بإزالة واستبدال النقوش الأموية في المسجد.
بحلول القرن 10م، رُكِّبت ساعة ضخمة عند المدخل في الجزء الغربي من الجدار الجنوبي للمسجد (باب زيادة) ويبدو أن هذه الساعة قد توقفت عن عملها بحلول منتصف القرن 12م.

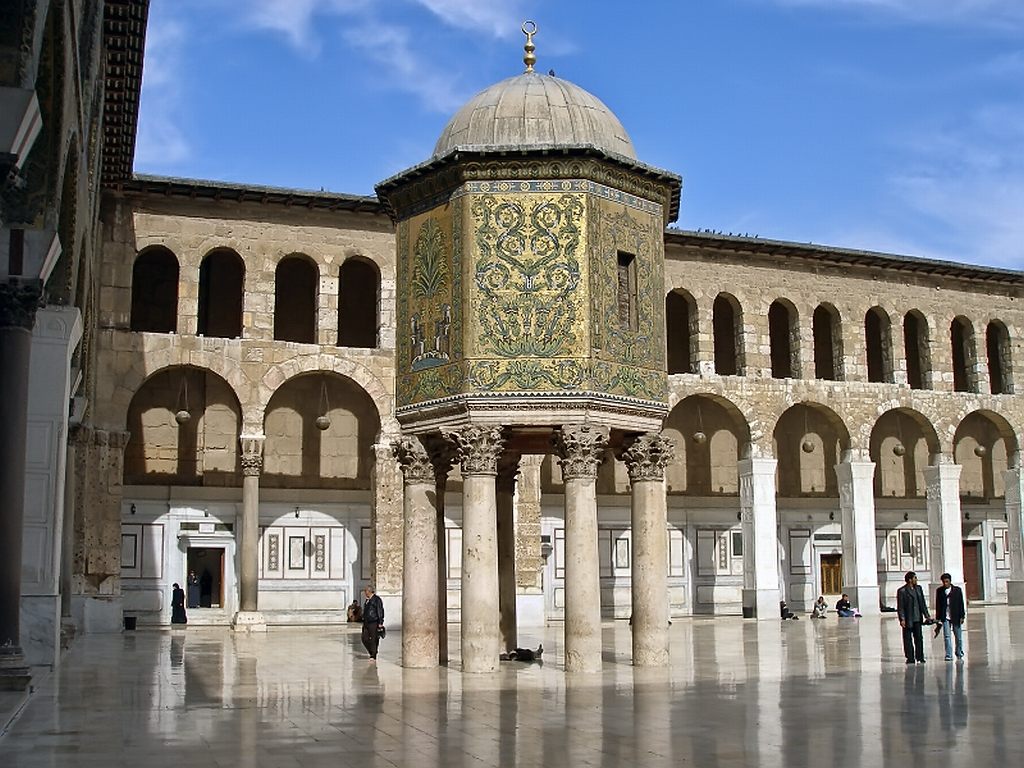
قبة الخزنة، بنيت عام 789م

أصبح الحكم العباسي على بلاد الشام متداعيا خلال القرن 10، وفي العقود التي تلت ذلك، أصبحت بلاد الشام خاضعة لحكم الأمراء المحليين، وكانت تابعة للخلافة العباسية اسميا فقط. وفي عام 970م، قام الفاطميون من مصر، بغزوا دمشق، وأجرى الفاطميون بعض التحسينات المسجلة للمسجد. وسمح لسكان دمشق بممارسة مذهبهم السني داخل الجامع الأموي في سكان، وتمكينهم من الحفاظ على الاستقلال النسبي من السلطة الدينية الفاطمية الشيعية. وفي 1069، دُمِّرت أجزاء كبيرة من المسجد، خاصة الجدار الشمالي، في حريق نتيجة لانتفاضة سكان مدينة دمشق ضد الجيش الفاطمي بسبب الاعتداءات من طرف الثكنات الفاطمية في حق سكان دمشق.

### عصر السلاجقة والأيوبيين
في سنة 1078م، استعاد سلاجقة الأتراك مدينة دمشق من أيدي الفاطميين، وأصبحت دمشق تابعة للخلافة العباسية اسميا فقط. وشرع الملك السلجوقي تتش بن ألب أرسلان (حكم 1079-1095) لإصلاح الأضرار الناجمة عن الحريق الذي أصاب المسجد سنة 1069، وفي عام 1082م، قام أبو نصر أحمد بن الفضل وزير تتش السلجوقي، بإعادة تشييد القبة المركزية في شكل أكثر إثارة؛ وقام أيضا بترميم اثنين من الأرصفة دعم وتجديد الفسيفساء الأموية الأصلية من الواجهة الداخلية الشمالية للمسجد. وأعيد بناء الرواق الشمالي في عام 1089م. وفي عام 1110م، قام ظاهر الدين طغتكين (حكم 1104-1128) وهو أحد أتابكة السلاجقة في دمشق، بإصلاح الجدار الشمالي وخُصص نقشان له أدرجا فوق مدخل. وفي عام 1113، اُغتيل شرف الدين مودود (حكم 1109-1113) أحد أتابكة السلاجقة في الموصل في الجامع الأموي. وبما أن الصراع بين دمشق والصليبيين زاد في منتصف القرن 12م، كان المسجد الأموي بمثابة نقطة التجمع الرئيسية لدعوة المسلمين للدفاع عن المدينة واستعادة القدس إلى أيدي المسلمين. ويُعتبر ابن عساكر أحد الأئمة البارزين الذي بشروا بالجهاد، وعندما تقدم الصليبيون نحو دمشق سنة 1148، استجاب سكان المدينة لدعوات المطالبة بالجهاد؛ وعلى إثر هذا انسحب الجيش الصليبي نتيجة المقاومة البطولية لسكان دمشق.

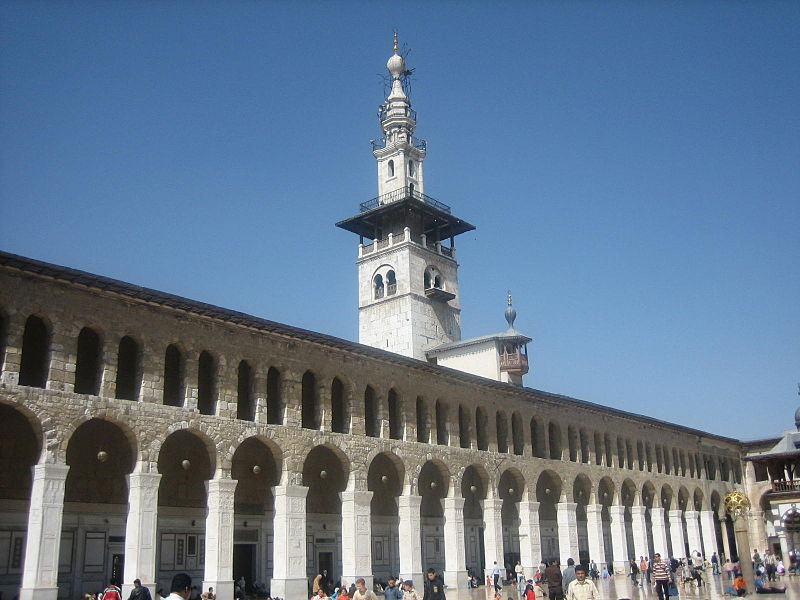
الجامع الأموي في دمشق

وفي عام 1154 م، خلال عهد نور الدين زنكي، بنيت ساعة أثرية ثانية، وساعة جيرون المائية، بأوامر شخصية من نور الدين. وشيدت الساعة من خارج المدخل الشرقي للمسجد (باب جيرون) من قبل وأعاد بناؤها المعماري محمد الساعاتي، بعد حريق أصاب المسجد في عام 1167، كما رُمِّمت في نهاية المطاف على يد ابنه، رضوان، في أوائل القرن 13. وقد نجت من حريق في القرن 14. وقد زار الجغرافي العربي الإدريسي المسجد الأموي عام 1154.
وفي العهد الأيوبي شهدت دمشق إنشاء العديد من المؤسسات الدينية، وأُبقي على الجامع الأموي في مكانه كمركز للحياة الدينية في المدينة. ووصف الرحالة الأندلسي ابن جبير أهمية المسجد كمركز شامل للعلوم الدينية، نظرا لاحتوائه العديد من الزوايا المختلفة للدراسات الدينية والقرآنية. وفي عام 1173، تعرض الجدار الشمالي للمسجد مرة أخرى لأضرار بسبب اندلاع حريق، وأعيد بناؤه من قبل السلطان الأيوبي صلاح الدين (حكم 1174-1193)، جنبا إلى جنب مع مئذنة العروس، التي كانت قد دمرت في الحريق الذي وقع سنة 1069م، وخلال النزاعات الداخلية بين الأمراء الأيوبيين لاحقًا، تعرضت مدينة دمشق بسب هذه النزاعات لأضرار كبيرة، وفي عام 1245م، دُمِّرت المئذنة الشرقية للمسجد المعروفة بمئذنة عيسى على يد الصالح أيوب سابع خلافاء بني أيوب بمصر، في أثناء محاصرته لدمشق في عهد الصالح إسماعيل الأمير الأيوبي لدمشق. وقد أعيد بناء المئذنة لاحقًا مع إضافة زخرفة قليلة لها.
دُفن صلاح الدين الأيوبي مع العديد من خلفائه، حول المسجد الأموي.

### دولة المماليك

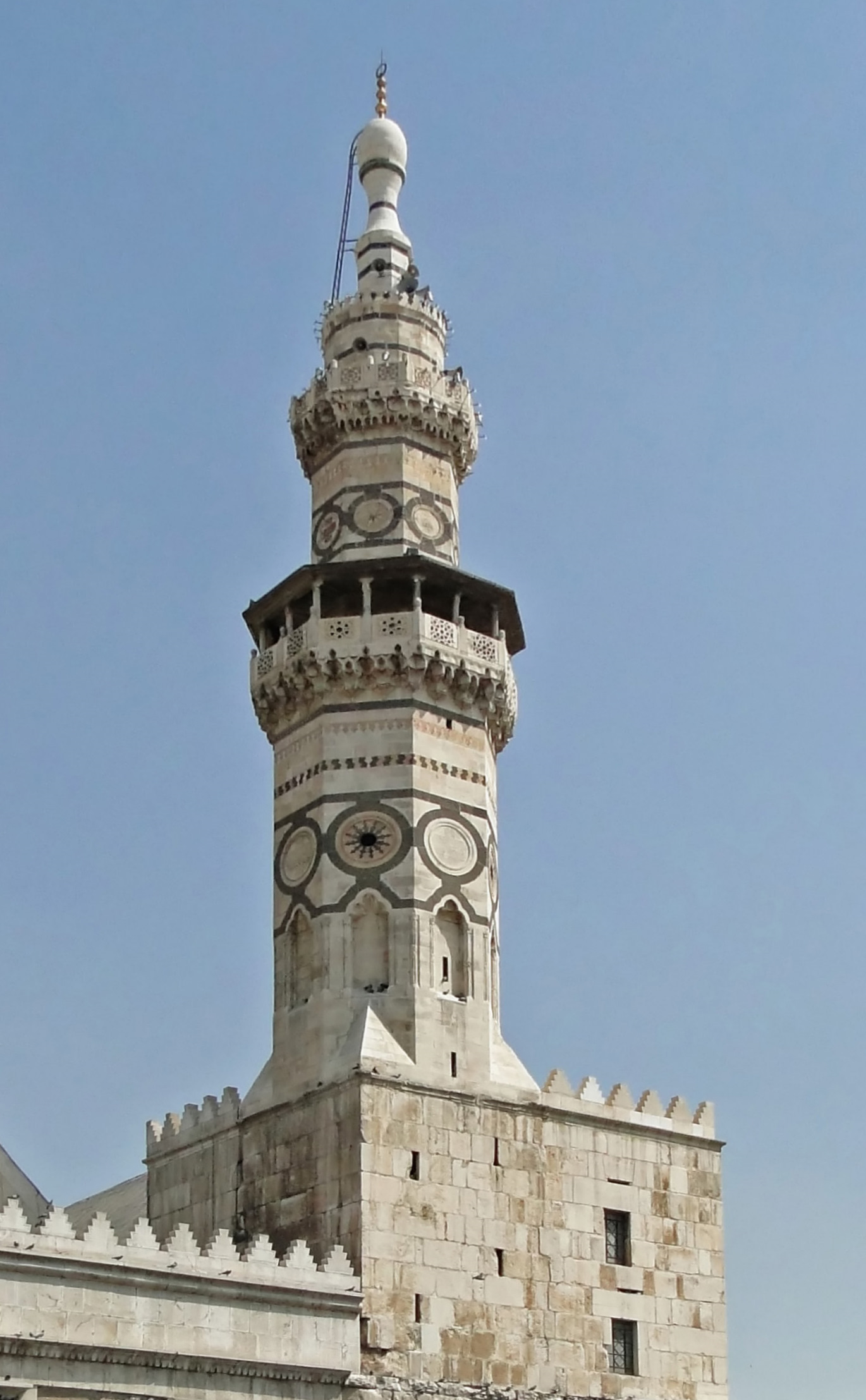
بنيت مئذنة قايتباي في 1488 بناء على أوامر من سلطان المماليك قايتباي

وفي عام 1260م. تحالف المغول، بقيادة كتبغا مع القوات الصليبية، واستولوا على دمشق من الأيوبيين، وقد أمر بوهيموند السادس أمير إمارة أنطاكية، بإقامة القداس الكاثوليكي في «المسجد الأموي». ومع ذلك، استطاع المماليك بقيادة قطز وبيبرس، استرجاع مدينة دمشق لاحقًا في نفس العام. وفي عام 1270، أمر بيبرس بترميمات واسعة النطاق للمسجد، لا سيما الرخام والفسيفساء والايرمينيه. ووفقا لكاتب سيرة بيبرس، ابن شداد، أن تكلفة ترميمات التي أقيمت في عهد بيبرس بلغت 20,000 ديناراً. وكان من بين أكبر الشظايا التي أضيفت للمسجد هي قطعة فسيفساء يبلغ طولها 34.5 متر وعرضها 7.3 متر، وقد أقيمت هذه الفسيفساء في الرواق الغربي وتسمى لوحة بردى. وكانت هذه القطعة من الفسيفساء التي زينت المسجد جزء من مشروع الترميم الذي شمل المسجد، وكان لها تأثير كبير في عمارة المماليك في مصر والشام.
في عام 1285م، بدأ العالم ابن تيمية بتدريس تفسير القرآن في المسجد. وفي عام 1300م، قام إلخانية المغول بقيادة محمود غازان بغزو مدينة دمشق، فقام ابن تيمية بحثّ مواطني دمشق على الجهاد ومقاومة الاحتلال. واستطاع المماليك بقيادة قلاوون بطرد المغول لاحقًا من تلك السنة. وعندما دخلت قوات قلاوون إلى المدينة، حاول المغول إقامة عدة مجانيق في «المسجد الأموي» لكن محاولتهم باءت بالفشل. وشرع المماليك بحرق المجانيق قبل أن توضع في المسجد.
وفي الأعوام الممتدة مابين 1326-1328م، قام الوالي المملوكي في الشام، تانكيز، بأعمال ترميم في المسجد، وأمر بإعادة تجميع لوحات الفسيفساء على جدار القبلة واستبدال كل البلاط في قاعة الصلاة بالرخام. كما قام السلطان المملوكي الناصر محمد بن قلاوون بأعمال ترميم رئيسية للمسجد في عام 1328. وقد هدمت قبلة الجدار غير المستقرة وأُعيد بناؤها ونُقلت بوابة باب زيادة إلى الجهة الشرقية من المسجد. وقد تضرر جزء كبير من هذه الأعمال خلال الحريق الذي أحرق المسجد في عام 1339. وقد وصف خبير الفن الإسلامي، فينبار ب.فلوود. دور المماليك البحرية في إعادة ترميم المسجد الأموي بالهوس، وجهودهم في صيانة وإصلاح واستعادة المسجد كانت لا مثيل لها في أي فترة أخرى من حكم الإسلامي لدمشق. وقد قضى عالم الفلك العربي ابن الشاطر معظم حياته في وظيفة التوقيت ورئاسة المؤذنين في الجامع الأموي من عام 1332 حتى وفاته في عام 1376. وقد قيل أنه قام بتنصيب مزولة كبيرة على المئذنة الشمالية للمسجد في عام 1371. وفي عام 1392م احترقت مئذنة عيسى خلال حريق أصاب المسجد عام 1392م .
وفي عام 1400، غزا تيمور دمشق. وأصدر أوامره بإحراق المدينة يوم 17 آذار/مارس، وقد دمر الحريق أجزاء كبيرة من المسجد الأموي. وانهارت المئذنة الشرقية والقبة المركزية. ورُمِّمت لاحقًا، وأضيفت مئذنة في جهة الجنوب الغربي من المسجد خلال عهد السلطان المملوكي قايتباي في عام 1488م.

### الدولة العثمانية
في عام 1516م، سيطر العثمانيون على دمشق بقيادة سليم الأول بعد انتصارهم على المماليك في معركة مرج دابق. وحضر سليم الأول لتأدية صلاة الجمعة في الجامع الأموي . واستخدم العثمانيون نظام الوقف للمواقع الدينية كوسيلة لربط السكان المحليين مع السلطة المركزية. وكان وقف الجامع الأموي هو الأكبر في المدينة، ووظِّف 596 شخص. وخُصصت أغلب الوظائف الإشرافية والكتابية للمسؤولين العثمانيين في حين خُصصت المكاتب الدينية في الغالب للعلماء المحليين. على الرغم من أن الأوقاف تخضع للضريبة، فقدأُعفي الجامع الأموي منها. وفي عام 1518، قام جانبيردي الغزالي الوالي العثماني لدمشق والمشرف العام لوقف المسجد، بعمليات إصلاح وتزيين المسجد كجزء من برنامجه بإعادة إعمار مدينة دمشق.
وفي عام 1661م عُيِّن الباحث الصوفي البارز عبد الغني النابلسي للتدريس في المسجد الأموي.

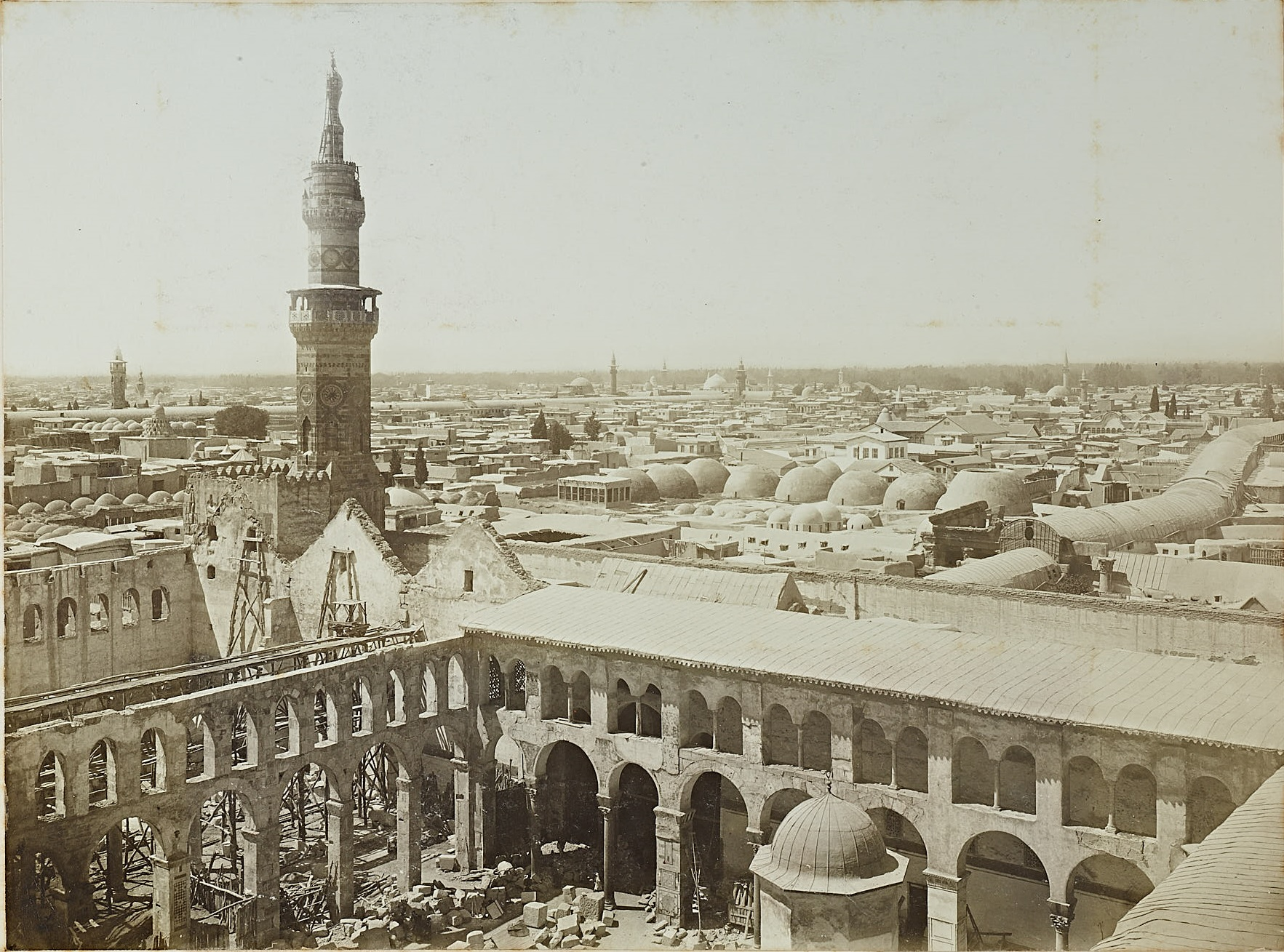
صورة أثناء ترميم الجامع بعد الحريق بعدسة ماكس فون أوبنهايم

وفي عام 1893م شب حريق أدى إلى تدمير معظم الفسيفساء والألواح الرخامية، ولكن أُعيدا في وقت لاحق. وقد دمر الحريق أيضا النسيج الداخلي لقاعة الصلاة وتسبب في انهيار القبة الوسطى للمسجد. والسبب الرئيسي لهذا الحريق هو أحد العمال الذين كانوا يقومون بأعمال ترميم للمسجد، وقد كان هذا العامل يقوم بطريق الخطأ بتدخين النارجيلة. وقد قام العثمانيون بإعادة تشييد كامل المسجد، ولكن اُحتفظ بالهيكل الأصيل احتفاظاً كبيراً.
وفي عام 1899م، أعطيت معظم محتويات قبة الخزنة إلى الإمبراطور الألماني فيلهلم الثاني واُحتفظ بعدد قليل من القطع في الأرشيف الوطني في دمشق" 

### سوريا الحديثة

#### الانتداب الفرنسي
في عام 1929، كان أهالي دمشق يجتمعون في الجامع الأموي كل جمعة، ليقوموا بمظاهرات منددة ضد سلطات الانتداب الفرنسي، ولم يقتحم الفرنسيون الجامع طيلة وجودهم في سوريا لمعرفتهم بمكانة الجامع الأموي عند أهل الشام.
وقد خضع المسجد الأموي لترميمات كبرى خلال الانتداب الفرنسي على سوريا، واستمرت حتى عام 1963 في ظل الجمهورية السورية الأولى.

#### ما بعد الاستعمار

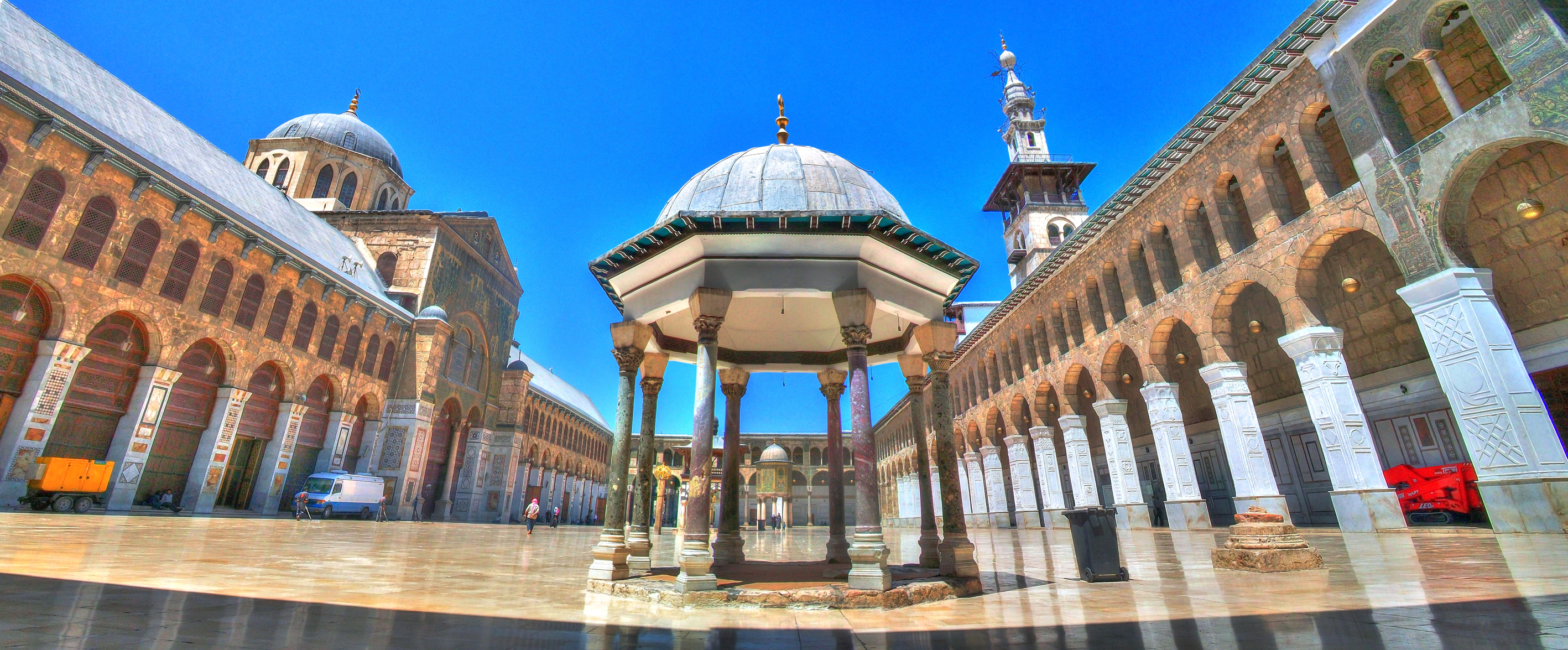
المسجد الأموي

في الثمانينات وفي أوائل التسعينات، أمر الرئيس السوري حافظ الأسد بعملية تجديد واسعة النطاق للمسجد. وشملت الترميمات المئذنة الغربية للمسجد (مئذنة قيتابي) والواجة الغربية للجامع، والجدار الشمالي للجامع المطل على ضريح صلاح الدين، كما أعيد تبليط المدخل الغربي للجامع، وتجديد الأرضيات وتبديل القواعد الحجرية التالفة للأعمدة، ومعالجة الخشبيات التالفة وترميم وإصلاح الصالات وإعادة إنشاء وتركيب قبة داخل صحن الجامع، إضافةً لإنشاء شبكة إطفاء خاصة بالمسجد.
وقد انتهت أعمال الترميم والإصلاح في سنة 1414هـ / 1994م، وأعيد افتتاح المسجد.
وفي عام 2001، زار البابا يوحنا بولس الثاني المسجد، لرؤية أثار مقام يوحنا المعمدان. وكانت هذه هي المرة الأولى التي يقوم فيها البابا بزيارة إلى مسجد.
وفي 15 مارس 2011، بدأت أول الاحتجاجات التي تتعلق بالحرب الأهلية السورية في المسجد الأموي عندما اجتمع مابين 40-50 مصلٍّ، حيث قام المتظاهرون برفع شعارات تطالب بالديمقراطية. لكن قوات الأمن السورية قامت بقمع الاحتجاجات بسرعة، وطُوِّق المسجد خلال صلاة الجمعة لمنع ظهور مظاهرات الواسعة النطاق.

## العمارة

### الفناء وحرم الجامع

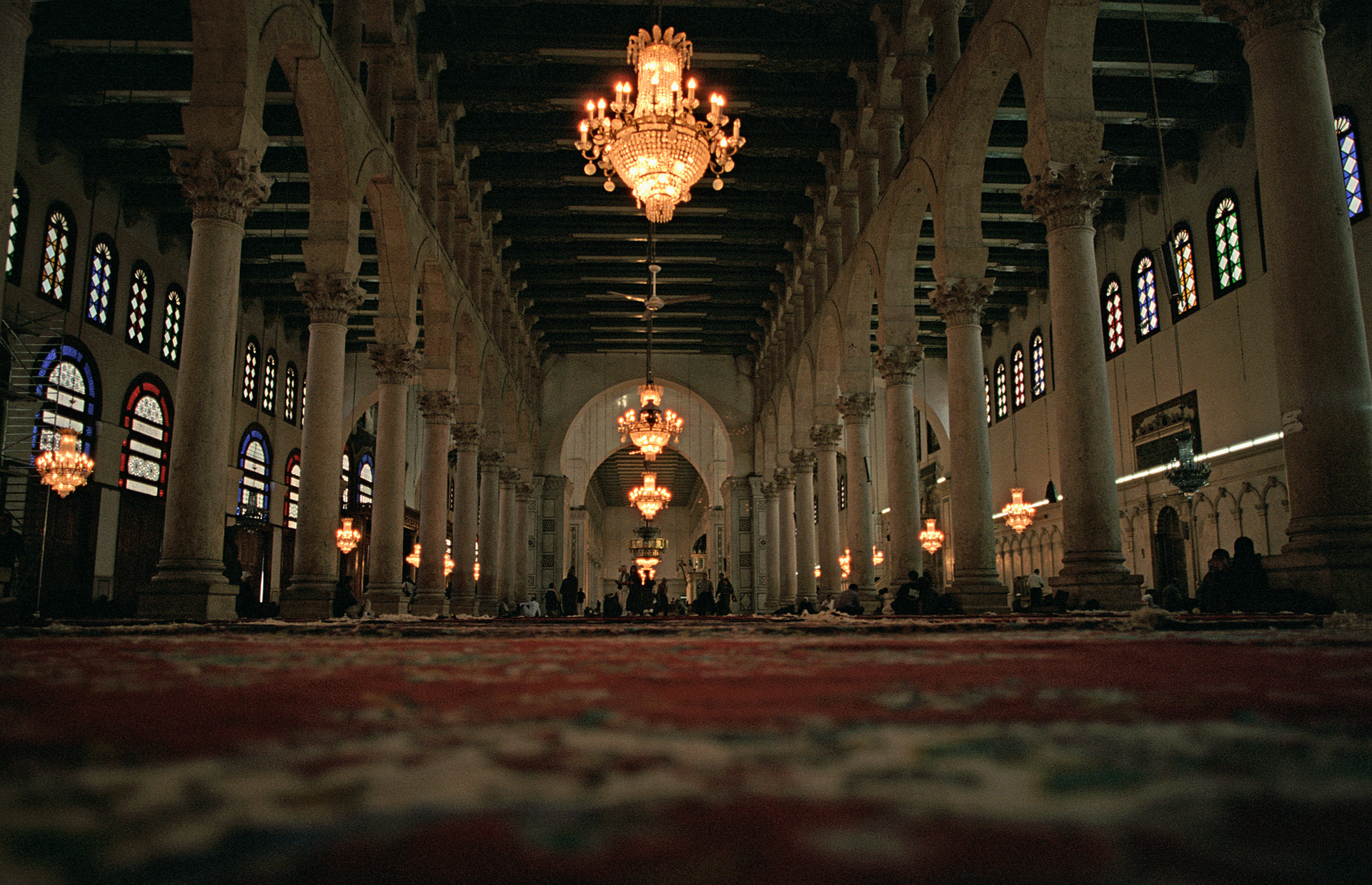
المسجد الأموي من الداخل

أرضية المسجد الأموي هي مستطيلة الشكل وهي بقياس 97 متر عرض و 156 متر طول. ويحتل الفناء الجزء الأكبر من المسجد وهو يغطي الجزء الخارجي الشمالي من المسجد، في حين يغطي حرم الجامع الجزء الجنوبي من المسجد. ويحيط فناء المسجد أربعة جدران خارجية. أما الأرصفة الحجرية للفناء فقد أصبحت متفاوتة بمرور الزمن بسبب الإصلاحات التي مر بها المسجد على مدار التاريخ، وقد سُويَّت مؤخرًا. أما الأروقة المحيطة بالفناء فقد دُعِمت بأعمدة حجرية وأرصفة بشكل متناوب. ويوجد رصيف واحد بين كل عمودين. نظراً لأن الجزء الشمالي من الفناء قد دمر في زلزال وقع في عام 1759، كما أن الممرات ليست متسقة؛ ويرجع ذلك لعدم وجود الأعمدة التي كانت تدعم ذلك، عندما أعيد بناء الجدار الشمالي. كما يوجد أيضاً داخل صحن الجامع عمودان ذوو رأس نحاسي مزخرف كانا يستعملان للإضاءة.
وتتكون المساحة الداخلية من الحرم من ثلاثة أروقة. وهي موازية لاتجاه الصلاة نحو مكة المكرمة. ودُعِمت الأروقة بصفين من الأعمدة الكورنثية. وكل واحد من هذه الأروقة ينقسم إلى مستويين. ويتألف المستوى الأول من أقواس نصف دائرية كبيرة، في حين أن المستوى الثاني يتكون من أقواس مزدوجة. ويتكرر هذا النمط في أروقة الفناء. أما الأروقة الداخلية الثلاثة تتقاطع في وسط الحرم مع رواق كبير، يوازي جدار القبلة («اتجاه الصلاة») ويواجه المحراب والمنبر. وينقسم الجناح المركزي في الأروقة إلى نصفين ويتكون من أحد عشر قوسًا. والحرم الشريف هو بقياس 136 متر طول و37 متر عرض.
كما يوجد داخل فناء الجامع ثلاث منشئات صغيرة وهي:
قبة الخزنة

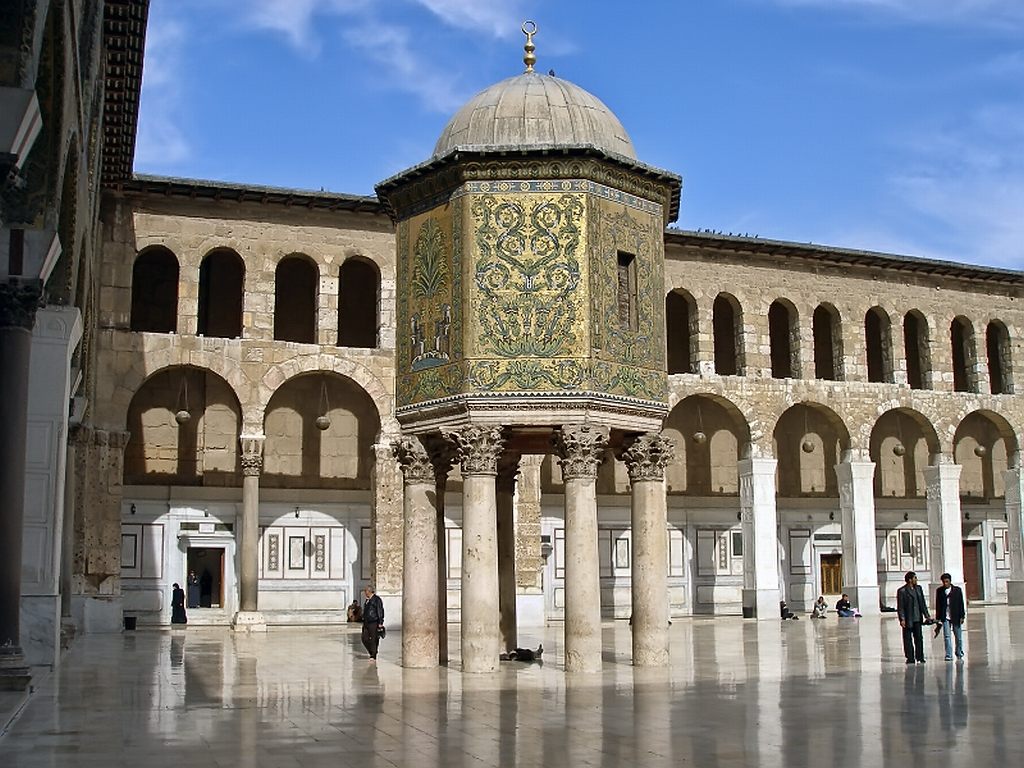
منظر جانبي لقبة الخزنة

أنشئت قبة الخزنة بداية في العهد العباسي في عام 789م، واستخدمت كخزنة لأموال الجامع، ومن ثم أصبحت مكتبة لكتب ومخطوطات الجامع النفيسة.
قبة الوضوء
أنشئت قبة الوضوء بداية في العهد العباسي، وانهارت بعد وقوع زلزال في عام 1759م، وقد جددت في العهد العثماني بأمر من والي دمشق عثمان باشا الكرجي، وتقع في وسط الفناء وهي مجوفة مثمنة من رخام قائمة على أربعة أعمدة رخامية في وسطها أنبوب ماء من النحاس يمج الماء إلى الأعلى.
قبة الساعات
تقع في الجهة الشرقية من فناء الجامع الأموي، ويعود تاريخها إلى العهد العثماني، أما عن تسميتها بقبة الساعات، فيعود إلى العصر العثماني الذي نقل إليها الساعات الموجودة على باب الجامع، وجعل منها مركز التوقيت.

#### المحاريب
يوجد أربعة محاريب على خط جدار الحرم، وأهمها محراب الصحابة الكبير الذي يقع تقريبًا في وسط الجدار. ويقع محراب صحابة النبي في النصف الشرقي. ووفقا للمهندس العباسي موسى بن شاكر، بُني المحراب الأخير خلال مرحلة التشييد الأولى للمسجد، وأصبح المحراب ثالث محراب متخصص في تاريخ الإسلام. وهو أقدم محراب في المسجد، حيث كان يصلي المسلمين قبل إنشاء المسجد، ويسمى أيضاً محراب المالكية. أما المحاريب الباقية فهي:
- محراب الخطيب
- محراب الحنفية
- محراب الحنابلة

### واجهة الحرم

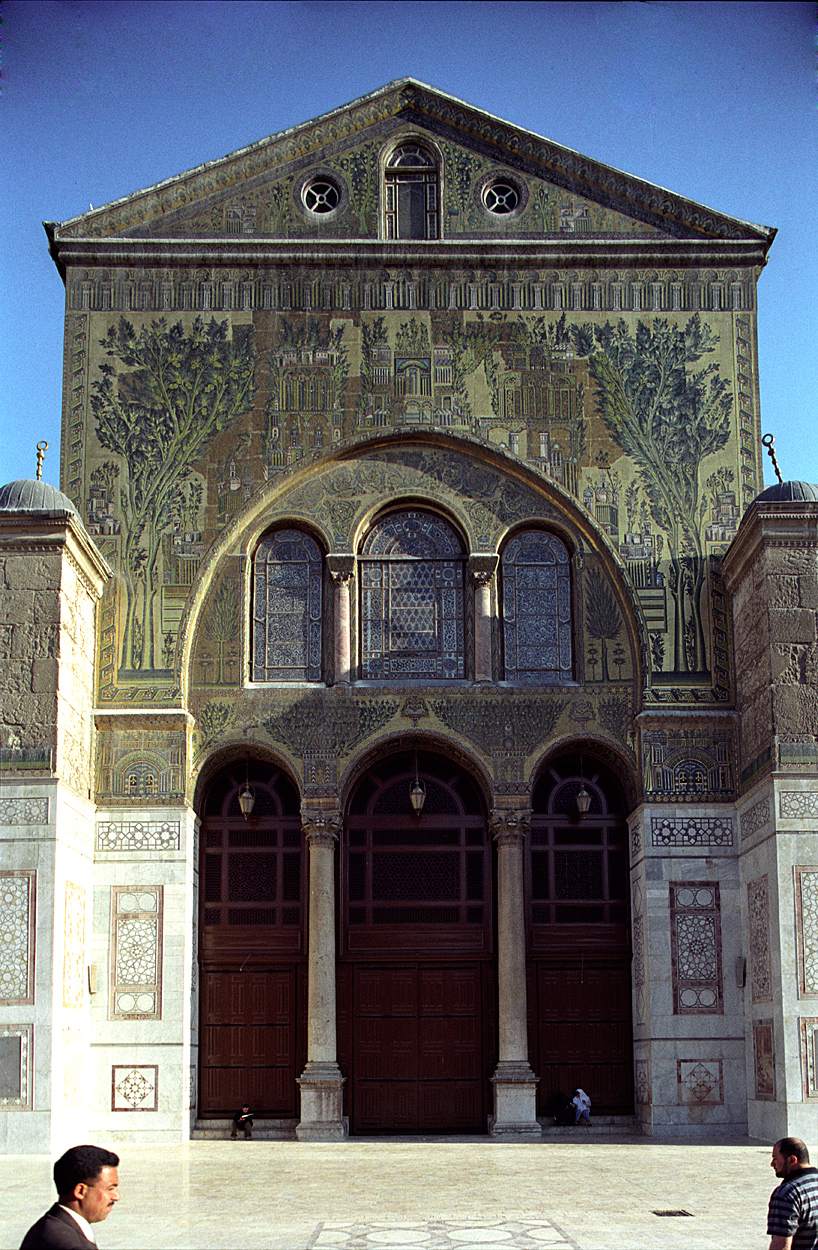
واجهة المسجد الأموي

زُيين الفناء والحرم الشريف للجامع الأموي بواجهة فخمة تزيد المسجد فخامة ووقاراً معروفة بواجهة الحرم، وتقع في الجهة الجنوبية من المسجد، وتطل على الفناء والذي يضم 25 باباً خشبياً تنفتح مباشرة على الحرم.
ويعتقد المؤرخون أن واجهة الحرم كانت مماثلة للأسلوب والنمط المعماري لبقية الأروقة من حيث تناوب العضائد والأعمدة، وأعيد بناء الواجهة من غير أعمدة بعد حريق وقع عام 1067، وحلَّ محل هذه الأعمدة عضائد يرتفع في منتصفها كتلة فخمة مازالت على وضعها الأموي الأصلي، وتتألف هذه الكتلة من ثلاثة أبواب بقناطر نصف دائرية ترتكز على عضادتين يتوسطهما عمودان، وفوق هذه الأبواب الثلاثة قوس كبير يحتوي ثلاثة نوافذ.
وقد وُضِع على جانبي هذه الكتلة برجان صغيران تعلوهما قبتان صغيرتان من الرصاص فوقهما ثلاث تفاحات وهلال من النحاس.
وفي عهد الوليد كانت هذه الواجهة بما فيها مكسوّة بـالفسيفساء، سقط معظمها إثر الحرائق والزلازل التي أصابت المسجد على مدار التاريخ، وبقيت على حالها حتى الستينات من القرن الماضي حيث تمت عملية ترميم واستصناع الفسيفساء بإشراف وزارة الأوقاف والمديرية العامة للمتاحف، وكُسيت هذه الواجهة برسوم فسيفسائية مستوحاة من الأسلوب الأموي الأصيل.

### قبة النسر

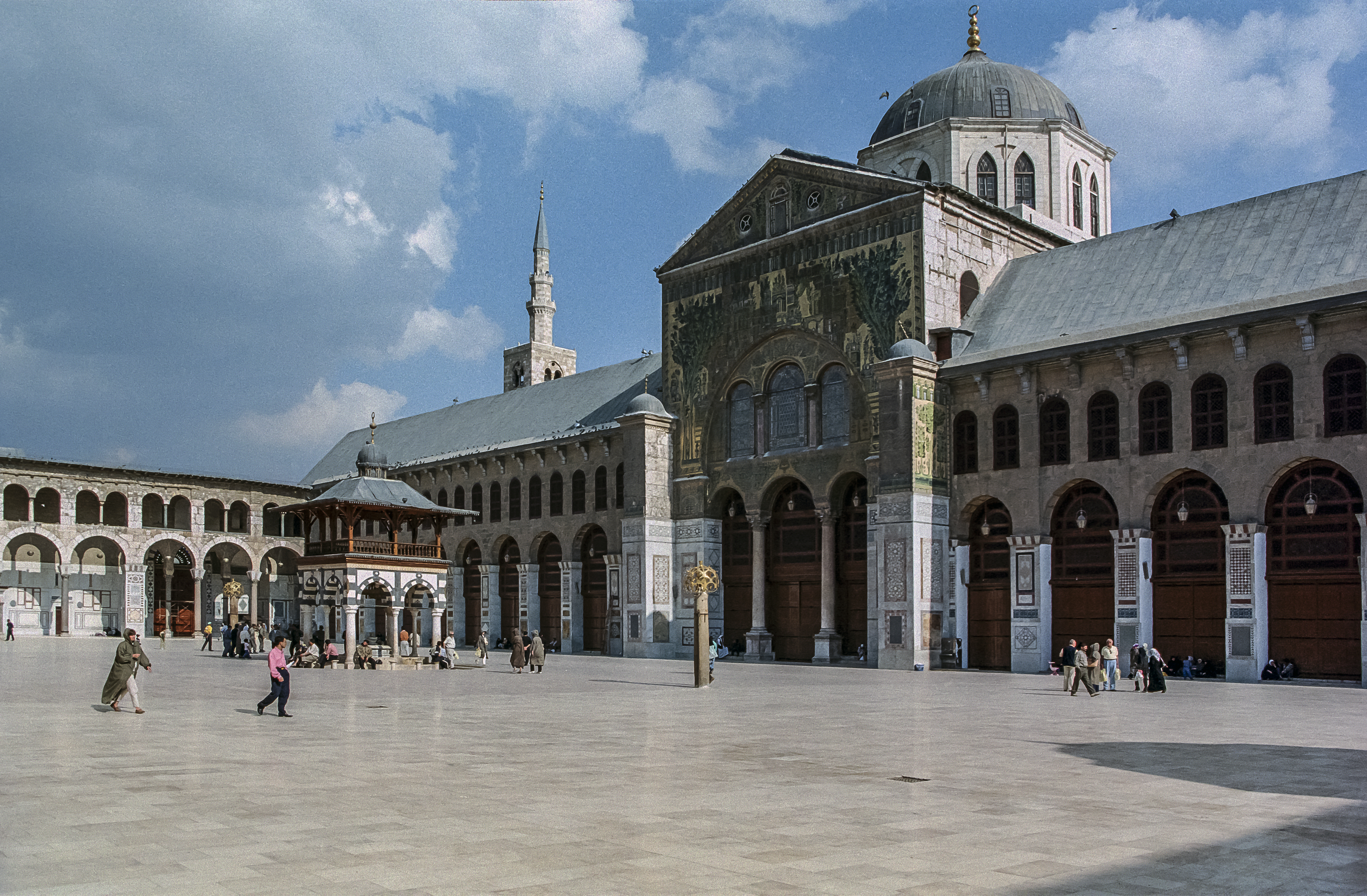
موقع القبة في المسجد الأموي

هي إحدى إنجازات الوليد بن عبد الملك وأكبر قبة في المسجد الأموي، وقد جددت هذه القبة في عهد نظام الملك وزير ملك شاه السلجوقي في عام 1075، وقام صلاح الدين الأيوبي بتجديد ركنين منها في عام 1179، واستبدلت القبة الخشبية الأصلية وبنائها من الحجر في أعقاب الحريق الذي وقع عام 1893.
وتقع القبة فوق مركز قاعة الصلاة، بارتفاع 45 متر وقطرها 16 مترًا، وترتكز القبة على طبقة تحتية مثمنة مع اثنين من النوافذ المقوسة على جانبيها، ودُعِمت بأعمدة الممرات الداخلية المركزية.
ووصفها ابن جبير قائلا فيها:
أما عن تسميتها بقبة النسر فيقول ابن جبير في كتابه أحسن التقاسيم في معرفة الأقاليم:

### المآذن والمشاهد

#### المآذن
يحتوي المسجد الأموي على ثلاث مآذن وهي مئذنة العروس و مئذنة النبي عيسى ومئذنة قايتباي.

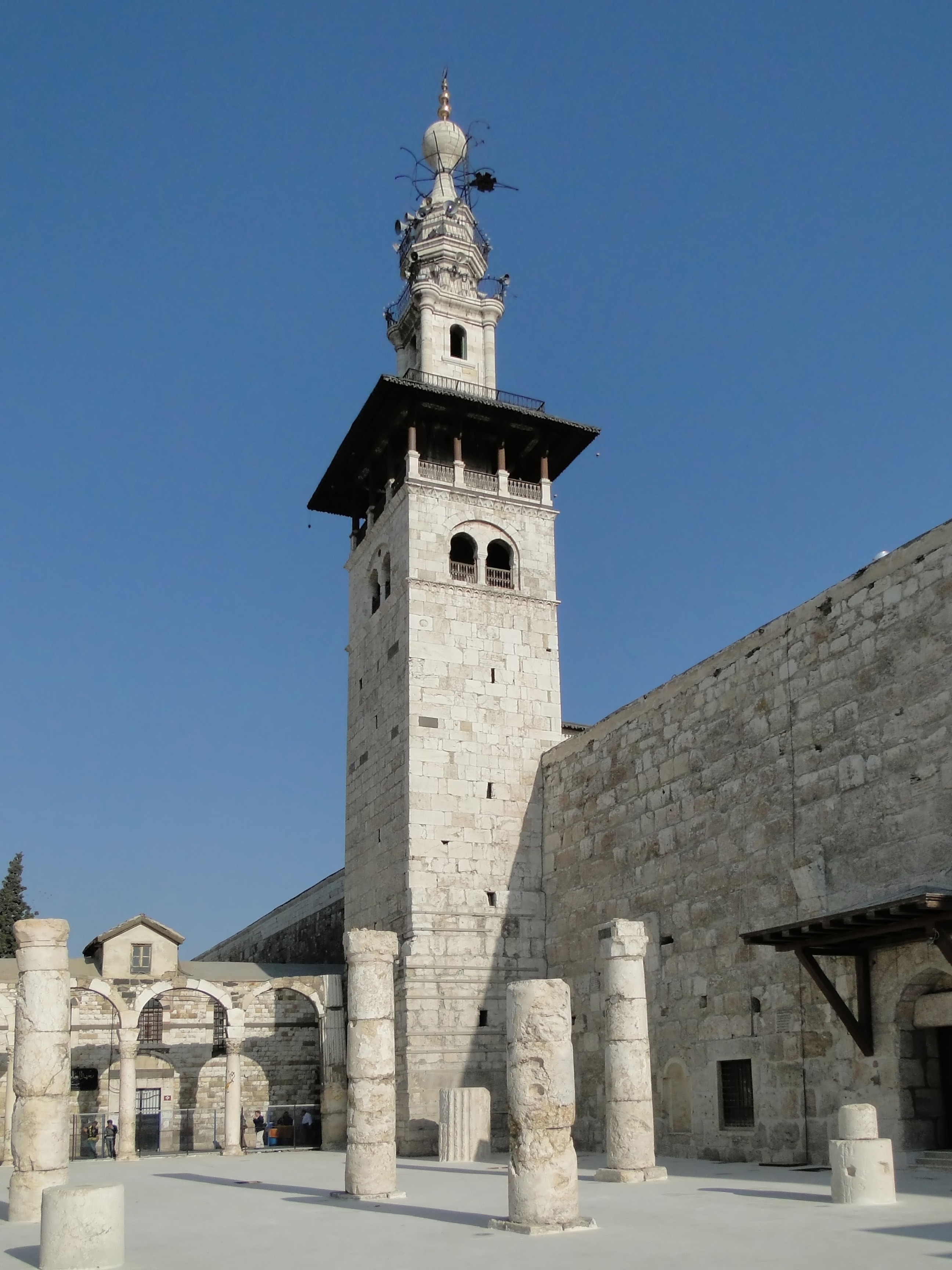
مئذنة العروس
تعتبر مئذنة العروس أقدم مئذنة شيدت في المسجد، وتقع في الجدار الشمالي للمسجد. لكن تاريخ تشييدها الدقيق غير معروف. أما الجزء السفلي من المئذنة يعود إلى الحقبة العباسية في القرن التاسع حسب المراجع التي وصلتنا. وقد يكون العباسيون قد بنوها فوق المئذنة الأموية القديمة، ولكن لا يوجد دليل قطعي يؤكد أن مئذنة الجدار الشمالي (مئذنة العروس) كانت جزءًا من المسجد الأصلي الذي بناه الخليفة الوليد. وقد ذكر شمس الدين المقدسي في مذكراته أن المئذنة قد شيدت في أواخر القرن العاشر الميلادي، أثناء زيارته لموقع المئذنة خلال الحكم العباسي لدمشق في عام 985م حيث وصفها أنها شيدت مؤخرًا، أما الجزء العلوي من المئذنة شُيِّدَ في عام 1174. ويستخدم هذه المئذنة المؤذن للدعوة للصلاة، ويوجد درج لولبي يتكون من 160 درجة يؤدي بدوره إلى غرفة المؤذن.
وتنقسم مئذنة العروس إلى قسمين؛ البرج الرئيسي متصل بمئذنة صغيرة ثانية من خلال ممر مسقوف ينتهي بشرفة خشبية مضلعة يعلوها قبة صنوبرية بتفاحات وهلال دائري. تعود إلى العصر المملوكي. ويعتبر البرج الرئيسي أقدم جزء من المئذنة، وهو مربع الشكل، له أربعة معارض، ويتألف من شكلين مختلفين من البناء؛ حيث تتكون القاعدة من كتل كبيرة، في حين بُني الجزء العلوي من الحجر. كما يوجد اثنين من فتحات الضوء بالقرب من أعلى البرج الرئيسي قبل السطح، مع أقواس على شكل حدوة الحصان مقوسنة تحت قوس واحد. وفي القرن 18 عُلِّقت مزولة أصلية تعود للقرن 14 التي بناها ابن الشاطر.

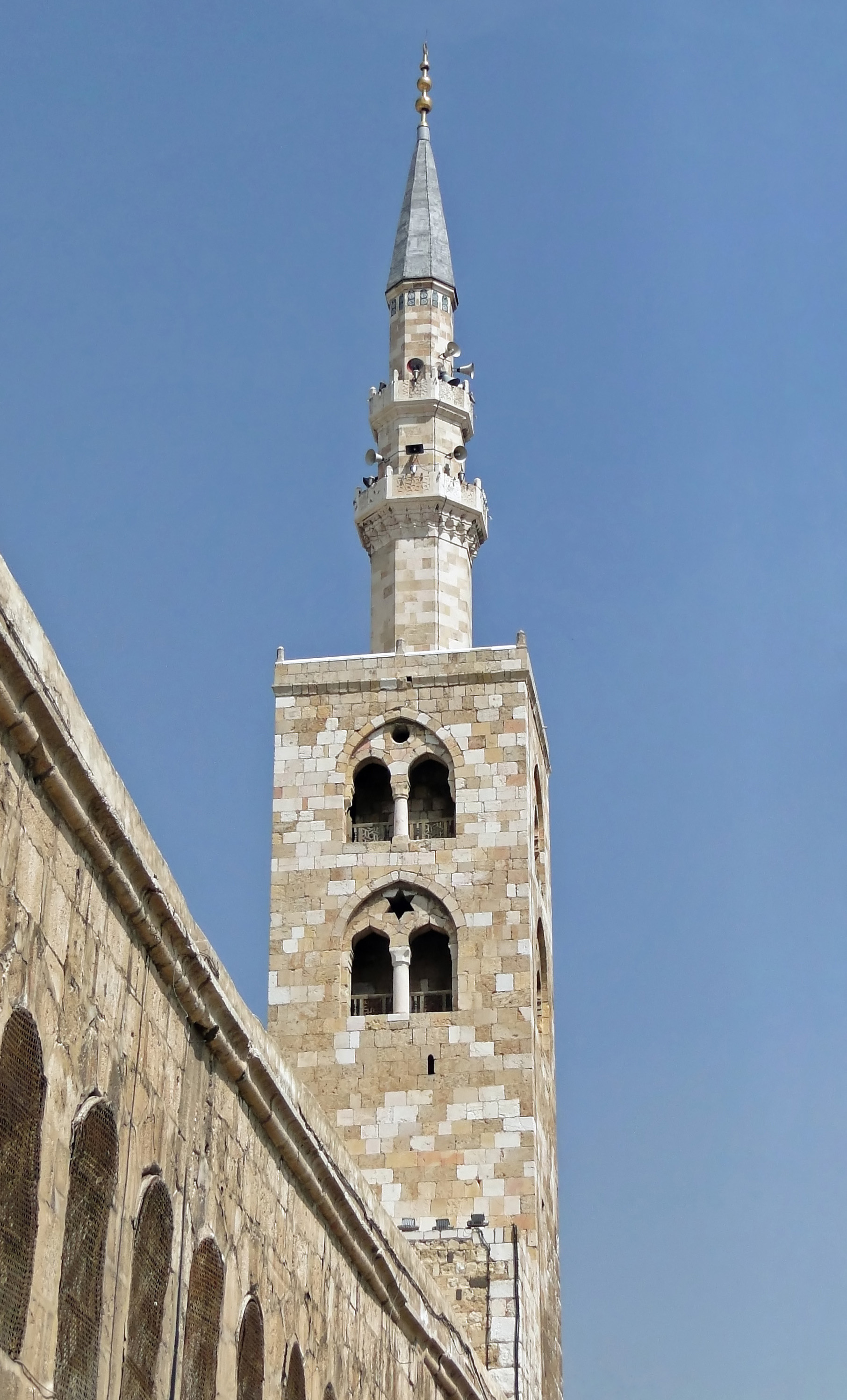
مئذنة عيسى
تقع مئذنة عيسى في الزاوية الجنوبية الشرقية للمسجد الأموي، ويبلغ ارتفاعها حوالي 77 متر، كما تعتبر أطول المآذن الثلاث. وتذكر بعض المصادر أن المئذنة بنيت من طرف العباسيين في القرن التاسع، بينما تعزو مصادر أخرى أن الهيكل الأصلي يعود للعهد الأموي، وقد ظلت مئدنة عيسى إحدى أطول 5 بنايات بشرية لأكثر من 400 عام، ما بين القرن 8 والقرن 12 م. وتنقسم المئذنة إلى قسمين متنافرين، حيث أن القسم السفلي بُنِى في العهد الأيوبي في عام 1247، بينما شيد القسم العلوي في العهد العثماني. الجزء السفلي للمئذنة هو على مربع الشكل وتحتوي على نوافذ عثمانية مقوسنة، شبيهة بنوافذ مئذنة العروس، أما الجزء العلوي فيأتي مباشرة وبانتقال غير متناسب هندسياً إلى جذع مثمن الأضلاع عثماني الطراز، يتضمن شرفتين للمؤذن بمقرنصات خفيفة بدون مظلات ساترة، ويعلو المئذنة قلنسوة مخروطية الشكل يعلوها ثلاث تفاحات وهلال كامل الاستدارة.
أما عن سبب تسميتها بمئذنة عيسى، فهي بسبب الاعتقاد الشعبي السائد بأن النبي عيسى سينزل في آخر الزمان في هذا الموقع لمحاربة الدجال. ويدعم ابن كثير هذه الفكرة، وهو أحد العلماء المسلمين البارزين في القرن الرابع عشر.
مئذنة قايتباي
بنيت مئذنة قايتباي المعروفة أيضا بالمئذنة الغربية، في عهد السلطان المملوكي قايتباي في عام 1488. وهي أحد أهم المعالم الإسلامية المصرية النموذجية في دمشق، في الفترة المملوكية، وتعتبر أول مئذنة شيدت في دمشق على هذا الطراز، والمئذنة هي مثمنة الشكل وتنقسم إلى ثلاثة أجزاء. ويوجد اعتقاد أن مئذنة عيسى ومئذنة قايتباي بنيا فوق أبراج رومانية قديمة، لكن بعض العلماء شككوا في صحة هذا الاعتقاد.

#### المشاهد
المشاهد هي عبارة عن صالات واسعة ضمن المسجد الأموي، وقد اختلفت وظيفتها باختلاف الزمن، ويحتوي الجامع الأموي بدمشق على أربعة مشاهد تقع على يمين ويسار البابين الشرقي والغربي، وسُميت بدايةً بأسماء الخلفاء الراشدين الأربعة وهي تتوزع كالتالي:
مشهد أبي بكر
يقع مشهد أبي بكر الصديق في الجهة الجنوبية الشرقية من المسجد الأموي ويستعمل الآن كمتحف للجامع.
مشهد عمر
يقع مشهد عمر بن الخطاب في الجهة الجنوبية الغربية من المسجد الأموي ويستعمل الآن كمقر لإدارة المسجد.
مشهد عثمان
يقع مشهد الخليفة عثمان بن عفان في الجهة الشمالية الغربية من المسجد ويستعمل الآن كقاعة شرف لاستقبال كبار الضيوف.
مشهد علي والحسين
يقع مشهد الخليفة علي بن أبي طالب في الزاوية الشمالية الشرقية من المسجد الأموي، ويحتوي على مزار ومقام رأس الإمام الحسين بن علي، وقد غلبت عليه تسمية مشهد الحسين.

### بئر الجامع
يقع بئر الجامع في الحرم الشريف، ويقابل محراب الصحابة، ويعتبر البئر من أقدم منشآت الجامع، وقد أنشأ في حرم الجامع قبل توسعة الوليد، وقد شُيِّد بهدف تزويد المصلين بماء الوضوء والشرب. وقد حافظ الوليد على هذا البئر وأضاف إليه عمودين نفيسين مع توابعهما قدر ثمنهم بألف وخمس مئة دينار ذهبي، دفعها الوليد لخالد بن يزيد أثناء التجهيزات التي أجريت على البئر .

### أبواب الجامع
يحتوي المسجد الأموي على أربعة أبواب رئيسية وهي:
باب جيرون

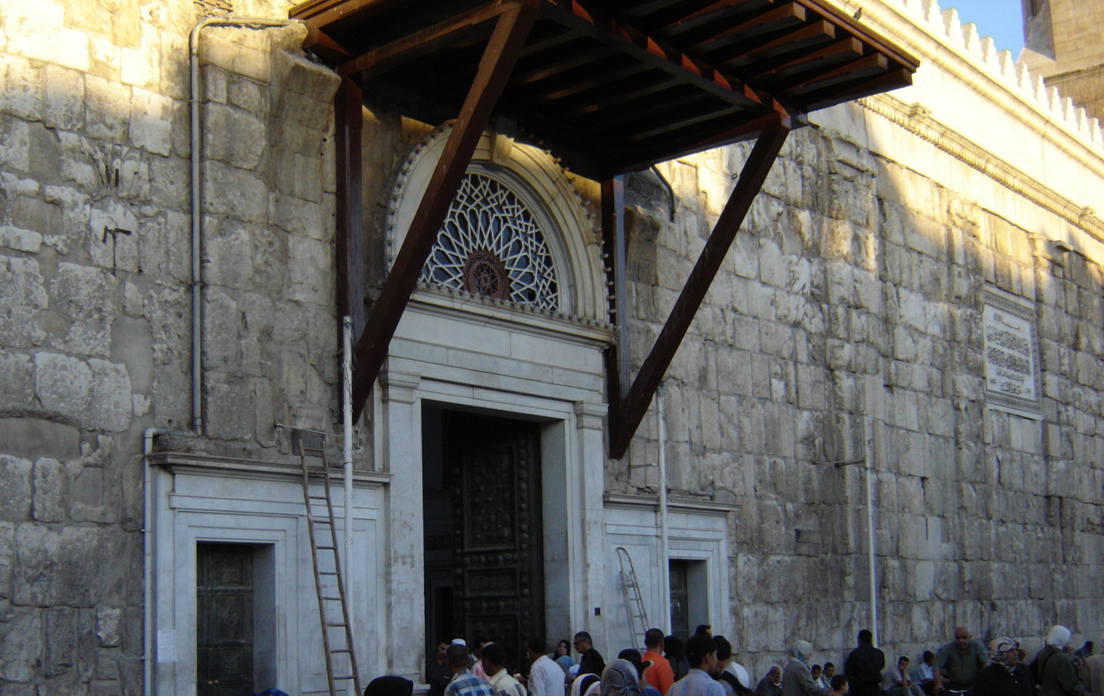
باب الساعات في المسجد الأموي

هو أحد أبواب الجامع الأموي الأربعة، ويقع على الحائط الشرقي للجامع ويقابل حي النوفرة، وهو مؤلف من ثلاث فتحات، حيث يوجد في الوسط باب كبير وإلى جانبيه بابان صغيران، أما عن تسميته بـ باب جيرون فتوجد عدة نظريات تشرح ذلك، فالمؤرخون العرب ينسبوه إلى جيرون بن سعد بن عاد، ويعتقد أنه هو الذي بنى مدينة جيرون التي سميت لاحقا بدمشق، ويوجد تحليل آخر للاسم وهو لغوي مشتق من الجذر جار، وهو للدلالة على الأحياء المجاورة، ويطلق على هذا الباب الآن أسم باب النوفرة نسبةً لـ حي النوفرة المقابل له.
باب العمارة/باب الكلاسة
هو أحد أبواب الجامع الأموي الأربعة، ويقع على الحائط الشمالي للجامع تحت مئذنة العروس من ناحية العمارة، وهو مؤلف من بوابة واحدة تطل على صحن فناء الجامع الأموي، وقد سُمي بعدة أسماء نذكر منها باب الفراديس، وباب الناطفانيين لكونه كان يطل على الحي المشهور بصناعة الناطف، ويسمى أيضا باب الكلاسة نسبة إلى حي الكلاسة المقابل له، ويعرف أيضاً بباب العمارة نسبةً لحي العمارة القريب منه.
باب بريد
هو أحد أبواب الجامع الأموي الأربعة، ويقع على الحائط الغربي للجامع مقابل ساحة المسكية، وهو مؤلف من ثلاث فتحات، حيث يوجد في الوسط باب كبير وإلى جانبيه بابان صغيران، كما أن باب بريد يقابل باب جيرون، ويشرح المؤرخون العرب هذه التسمية بأن بريد هو شقيق جيرون، وهو ابن عاد بن عوص بن إرم بن سام بن نوح وقد سميت البوابتان الرئيستان باسمهما، ويطلق على هذا الباب أيضا اسم باب المسكية نسبةً لسوق المسكية المقابل له.
باب الزيادة
هو أحد أبواب الجامع الأموي الأربعة، ويقع في الجهة الغربية من الحائط الجنوبي مقابل سوق الصاغة، وهو الباب الوحيد المؤدي مباشرة لحرم المسجد، وقد سُمي بهذا الاسم لكونه أُحدث زيادةً في سور المعبد عند بناء الجامع في عهد الوليد، ويعرف أيضاً باسم باب الساعات في نهاية الألفية الأولى حيث وصفه ابن عساكر بقوله:
وقد زود الجامع الأموي في كل العهود بساعة شمسية، وساعة فلكية، وساعات أخرى، اختلفت أشكالها وأحجامها باختلاف العصور، وقد اشتهرت منها ساعة وصفها بدقة الرحالة ابن جبير قائلاً:
وفي عام 1200، انتقلت هذه الساعات إلى باب جيرون، وانتقلت هذه التسمية أيضاً إلى باب جيرون.
ويعرف باب الزيادة الآن باسم باب الصاغة نسبةً لسوق الصاغة المقابل له. ويسمى أيضا بـ باب القوافين نسبة إلى سوق القوافين القديم وحي القوافين الذي كان موجوداً هناك آنذاك.

### التأثيرات الهندسية على المسجد
المسجد الأموي هو أحد المساجد القليلة في العالم الإسلامي التي حافظت على نفس الهيكل العام والمعالم المعمارية، منذ بنائه الأول في أوائل القرن الثامن، وطابعه الأموي لم يتغير إلى حد كبير. ومنذ إنشائه استعمل المسجد لتأدية صلاة الجماعة في سوريا، ووفقًا للمؤرخ فينبار باري فلوود، فإن «بناء مسجد دمشق لم يغير المشهد الحضري لمدينة دمشق فقط، بل أكد أثر هيمنة العمارة الأموية في العالم الإسلامي، وأضاف المسجد الأموي في دمشق بعدا أخر في عمارة المساجد في سوريا والعالم الإسلامي بشكل عام». ومن أمثلة المساجد التي تأثرت بالمسجد الأموي كنموذج أولي هي:
- الجامع الأزهر
- مسجد بيبرس في القاهرة
- المسجد الكبير في قرطبة في إسبانيا
- المسجد الكبير في مدينة بورصة
- جامع السليمية في تركيا.

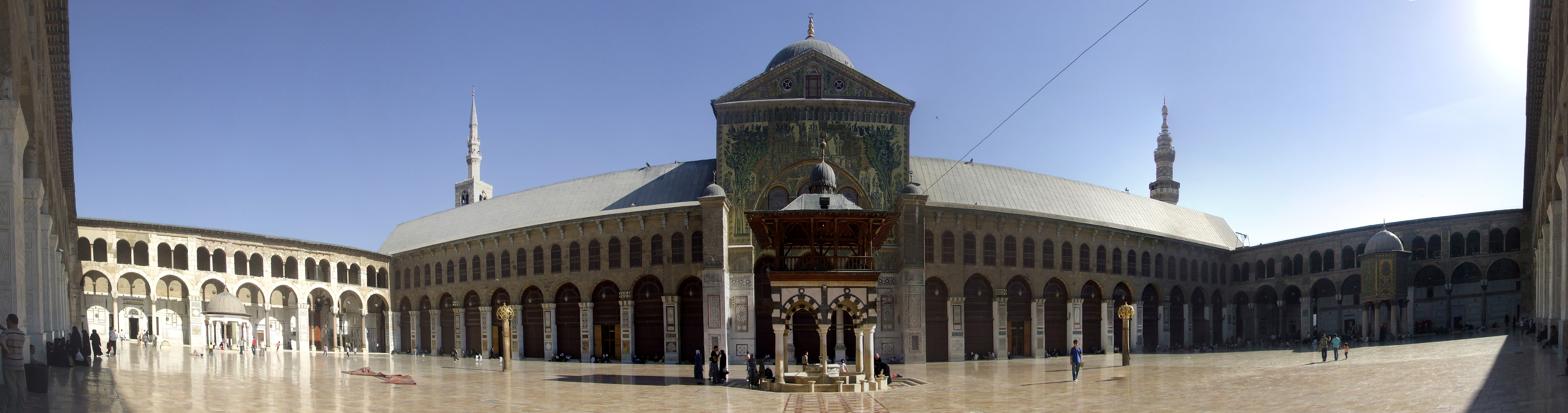
ساحة المسجد الأموي
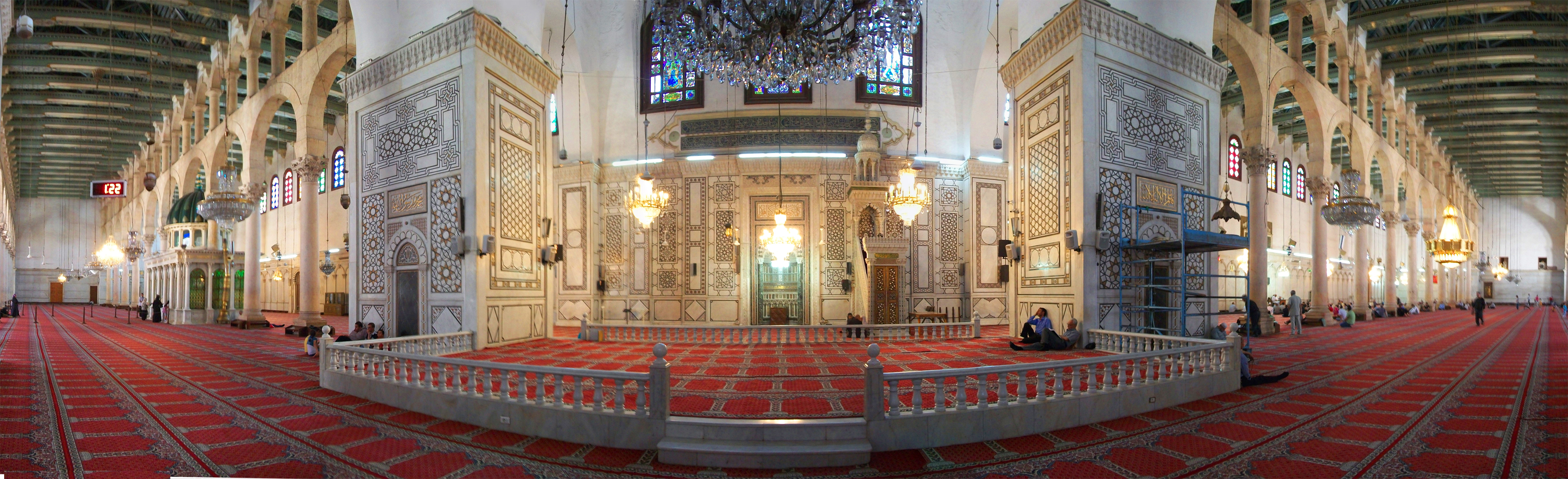
بانوراما المسجد الأموي من الداخل

## خطباء الجامع الأموي
اعتلى سدة منبر الجامع وإمامة المصلين فيه، عدد من أشهر علماء بلاد الشام عبر التاريخ، منهم:
- علماء عائلة الخطيب الحسني
  - الشيخ عبد القادر الخطيب
  - أحمد معاذ الخطيب
- محمد سعيد رمضان البوطي وابنه من بعده

## معرض الصور

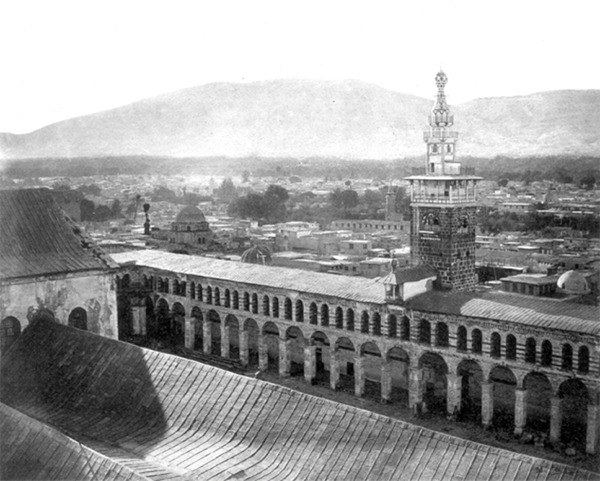
المسجد الأموي سنة 1865
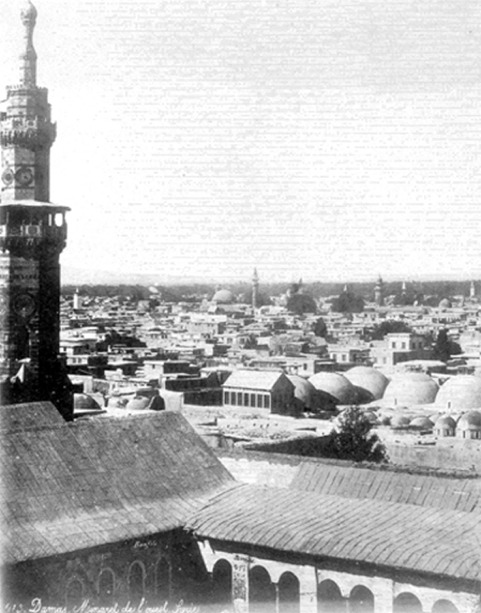
المسجد الأموي سنة 1880
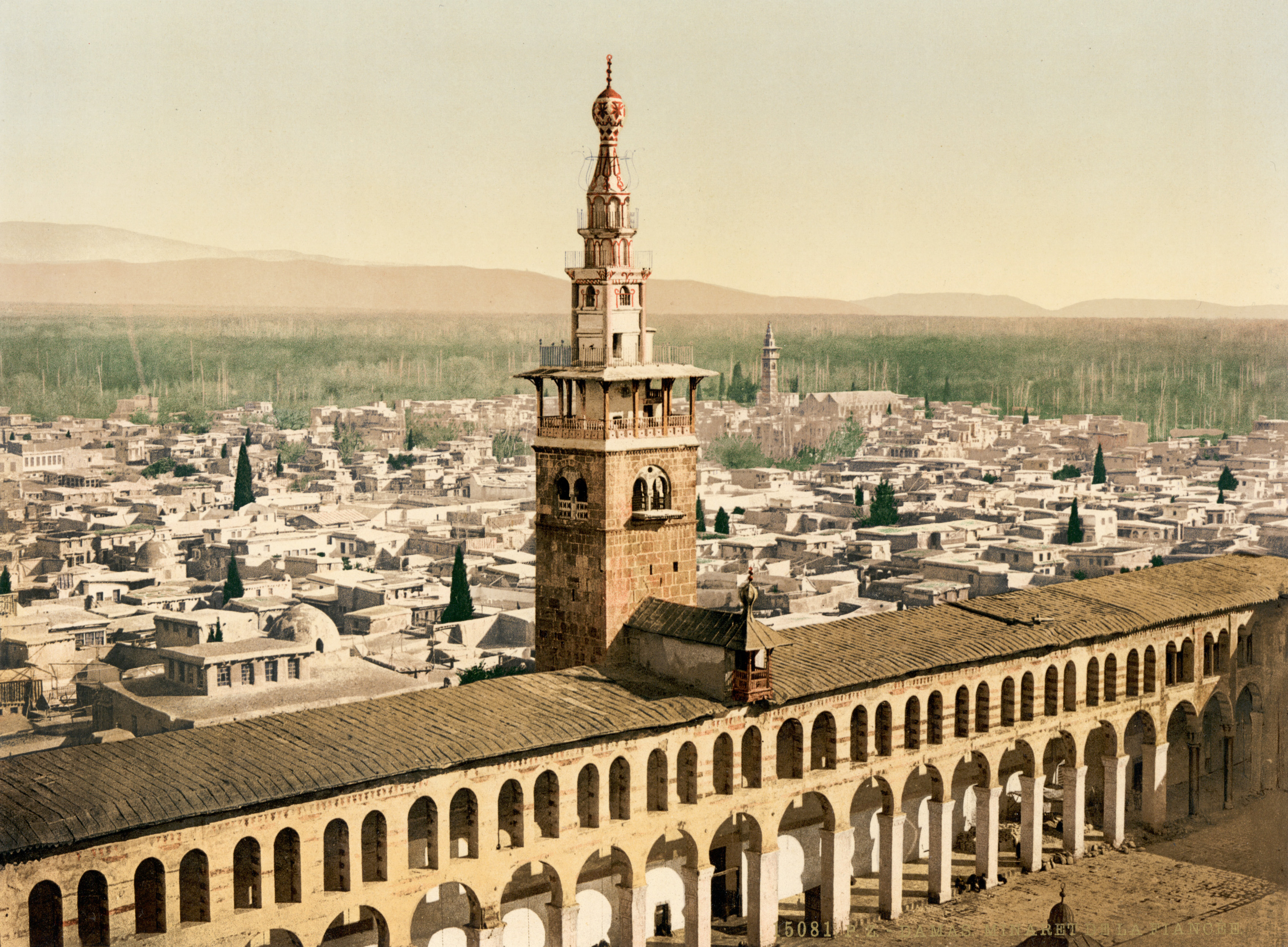
منارة العروس في المسجد الأموي سنة 1895
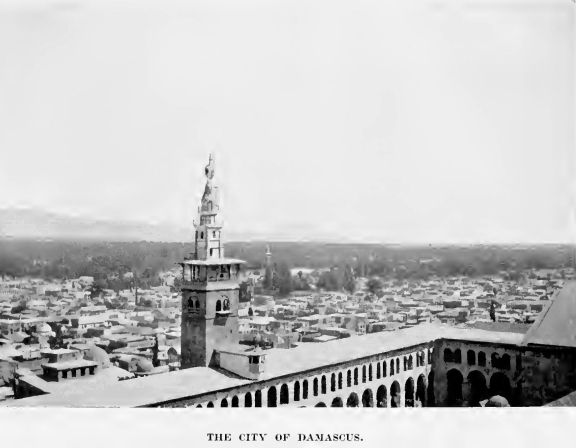
المسجد الأموي سنة 1913
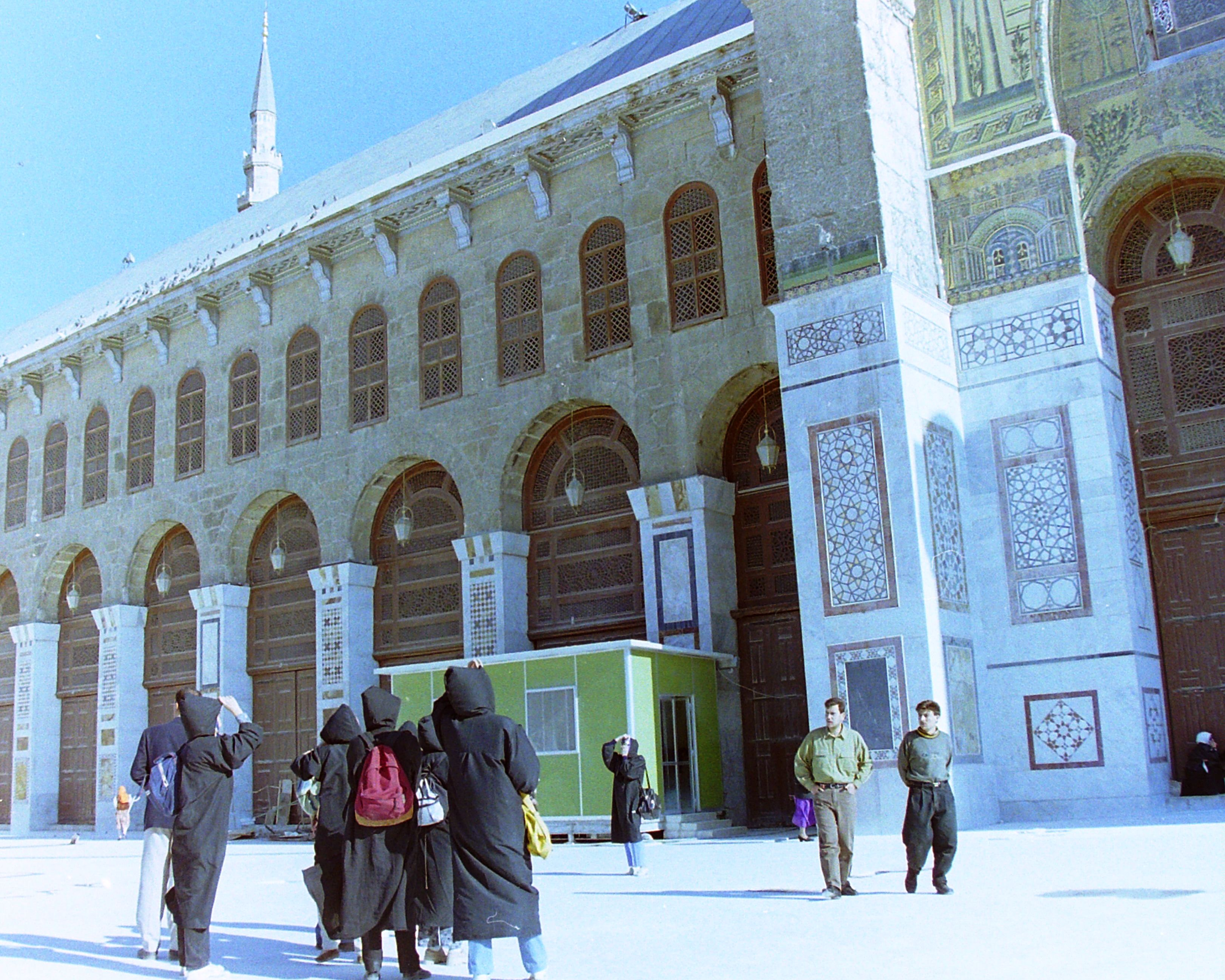
المسجد الأموي سنة 1993
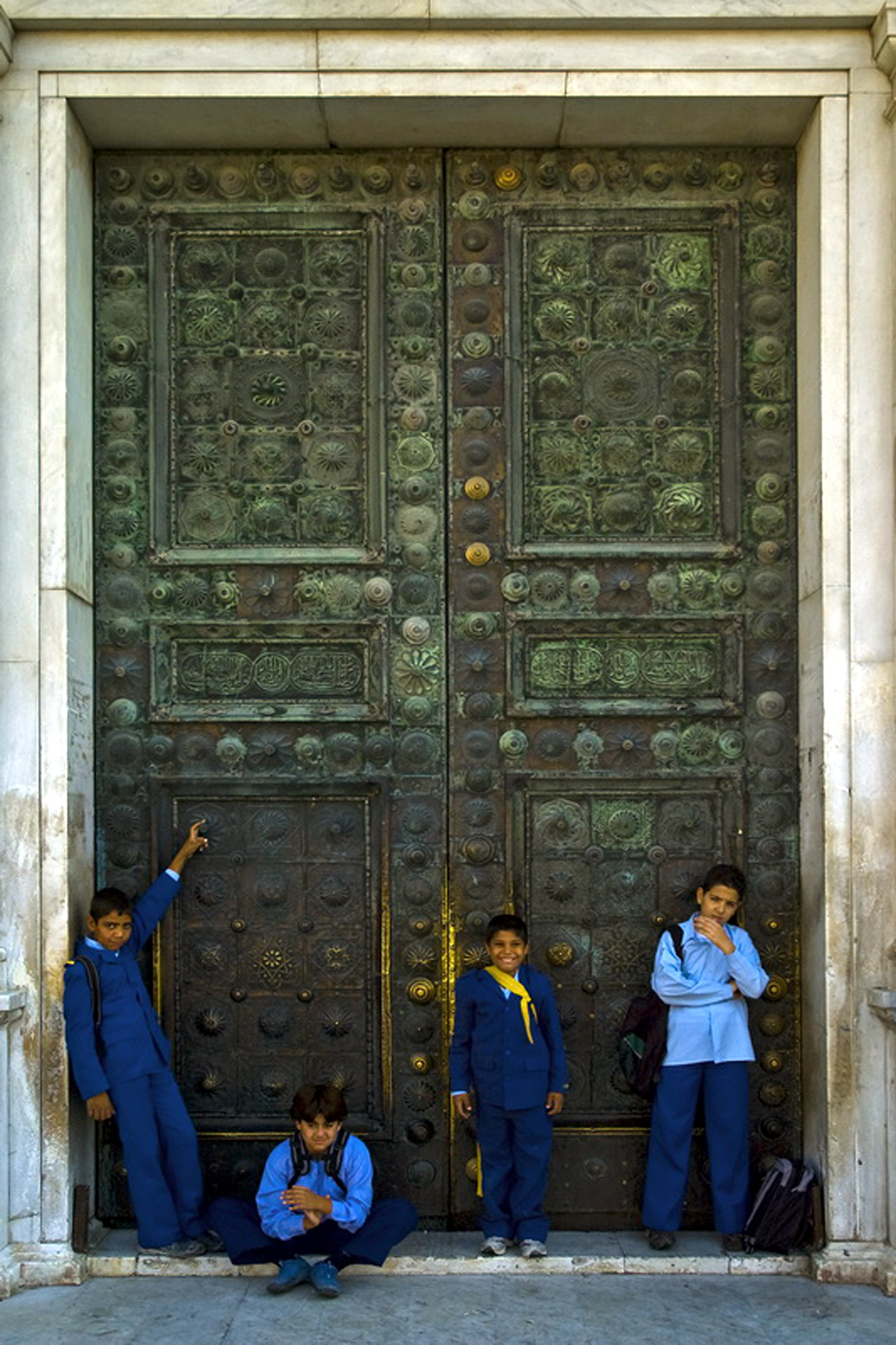
بوابة برونزية في المسجد الأموي
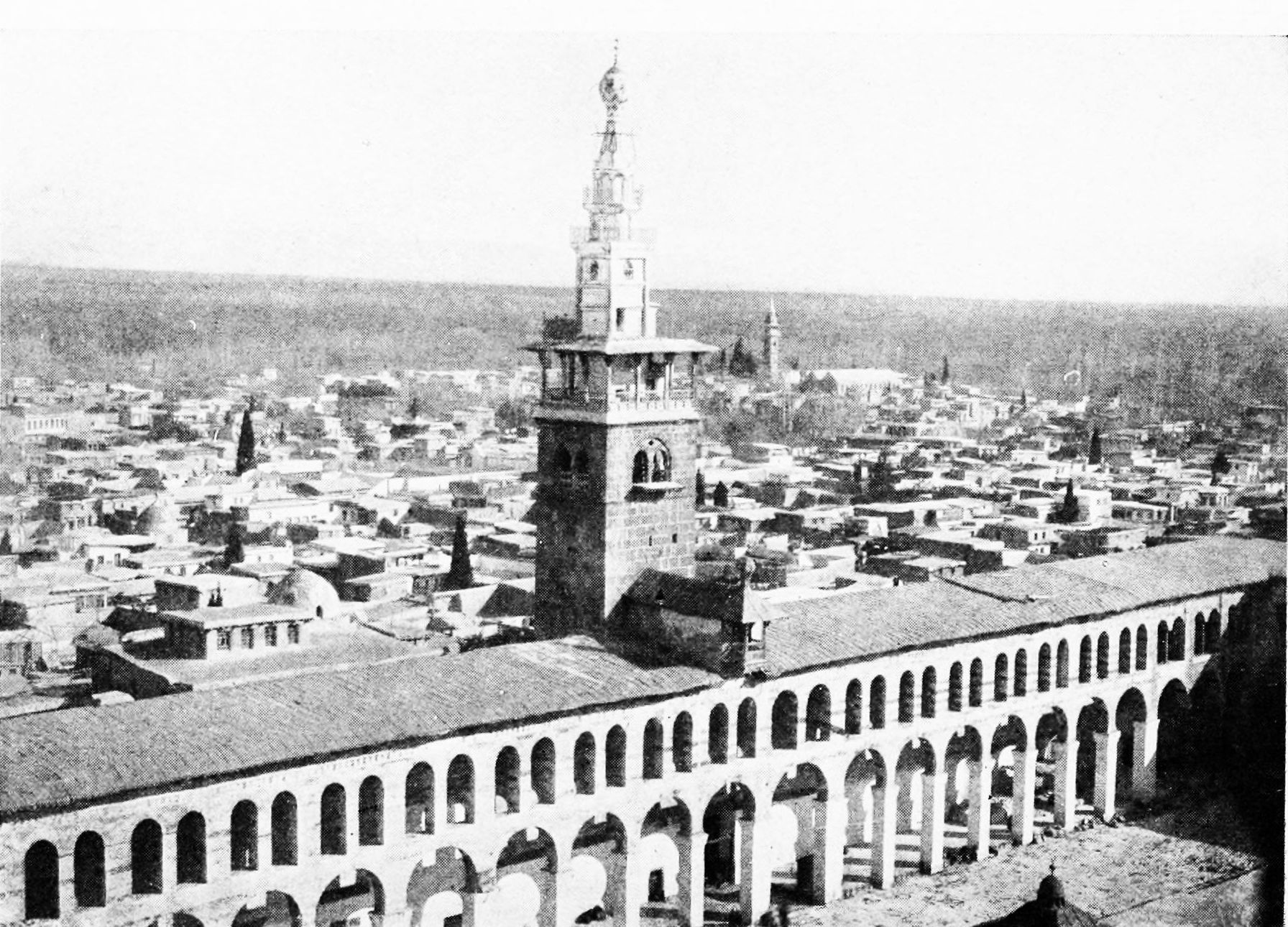
منارة العروس في المسجد الأموي سنة 1914
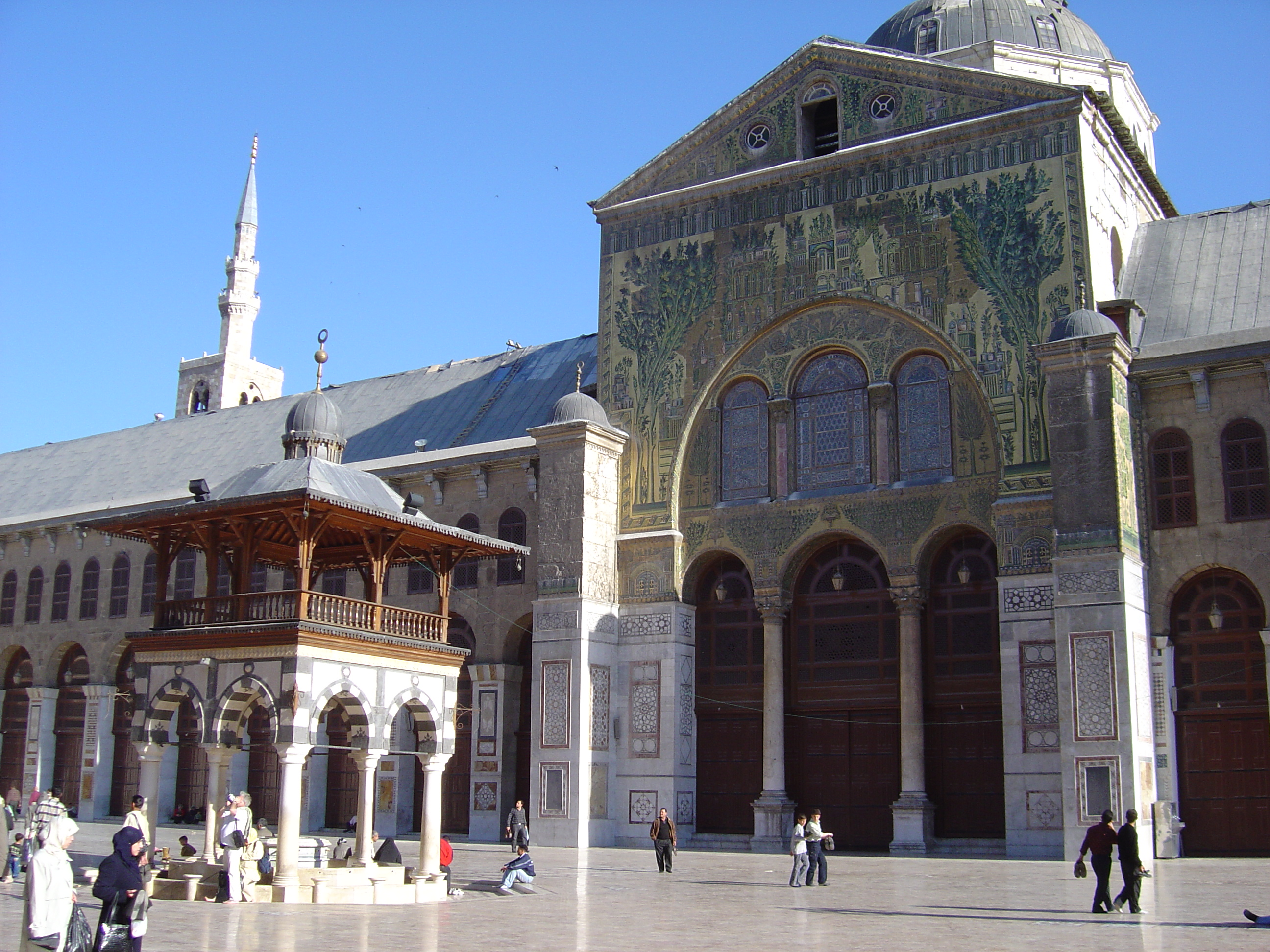
المسجد الأموي سنة 2004
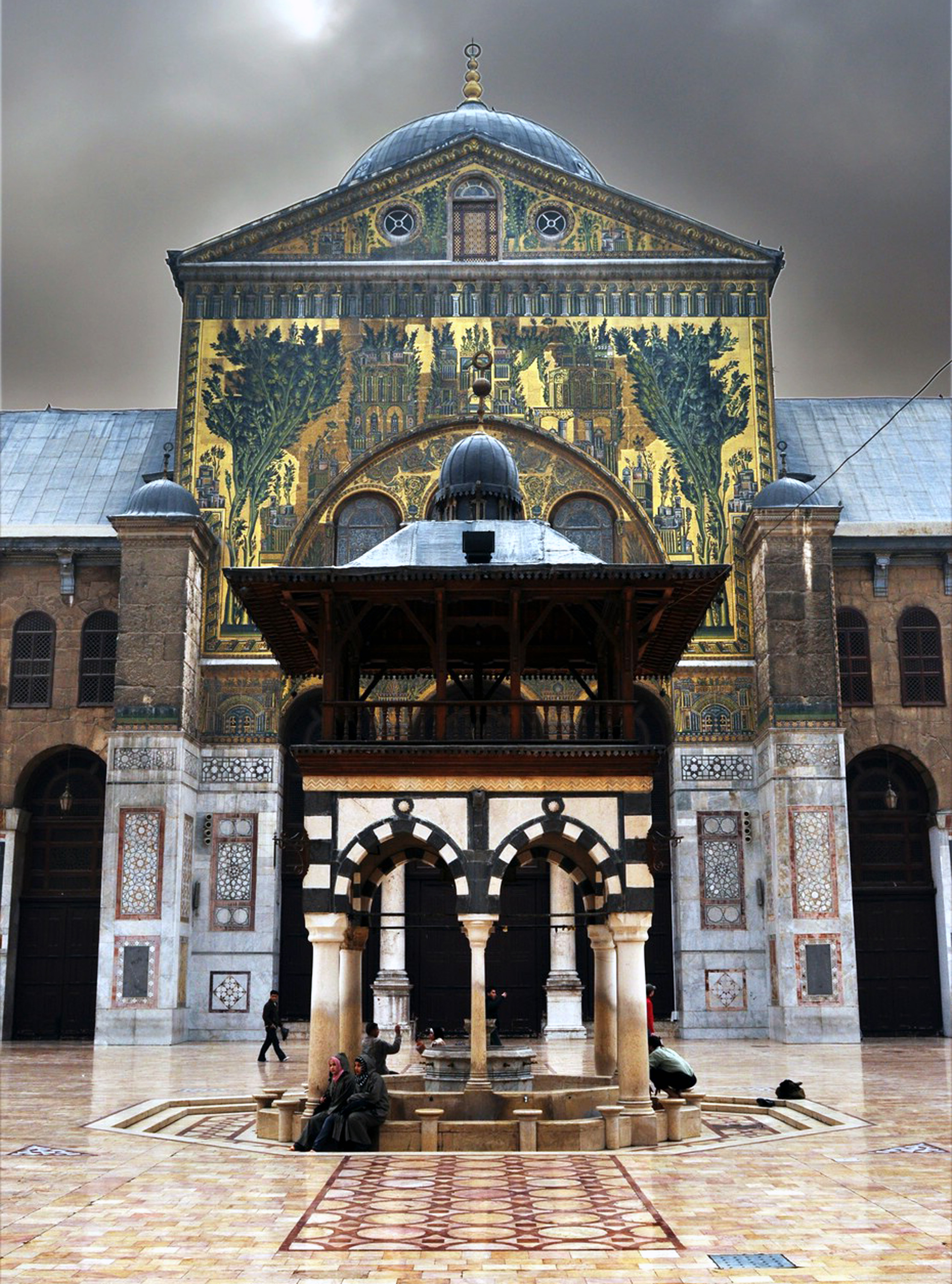
فسيفساء المسجد الأموي
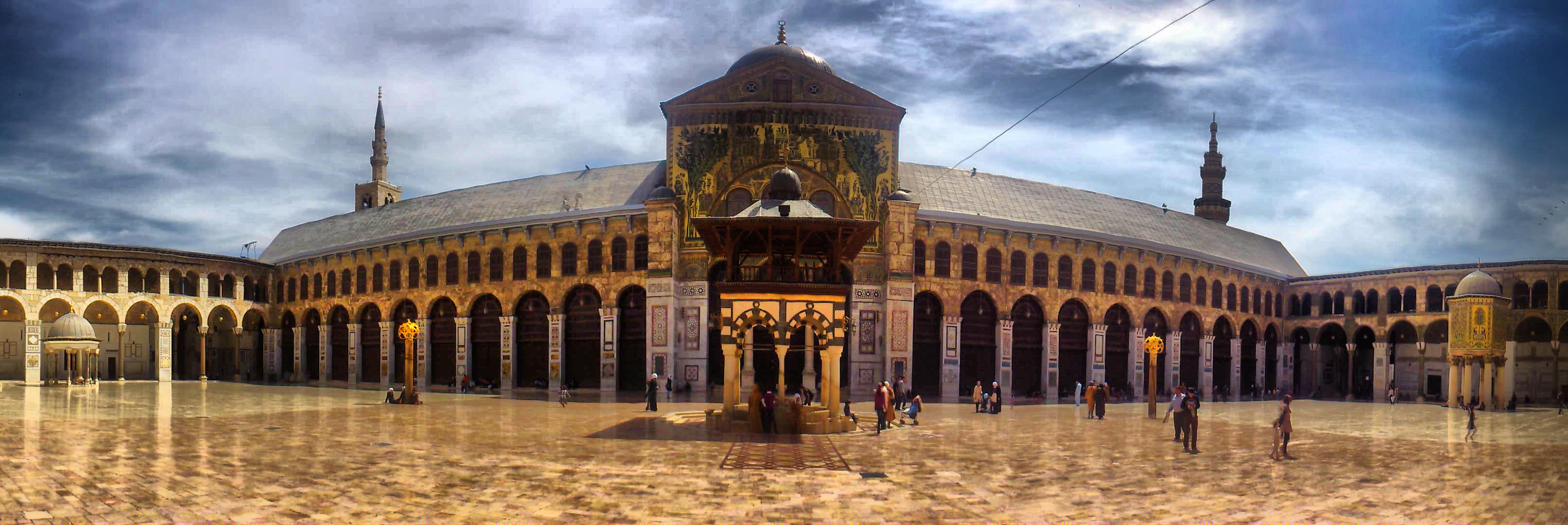
صحن الجامع الأموي
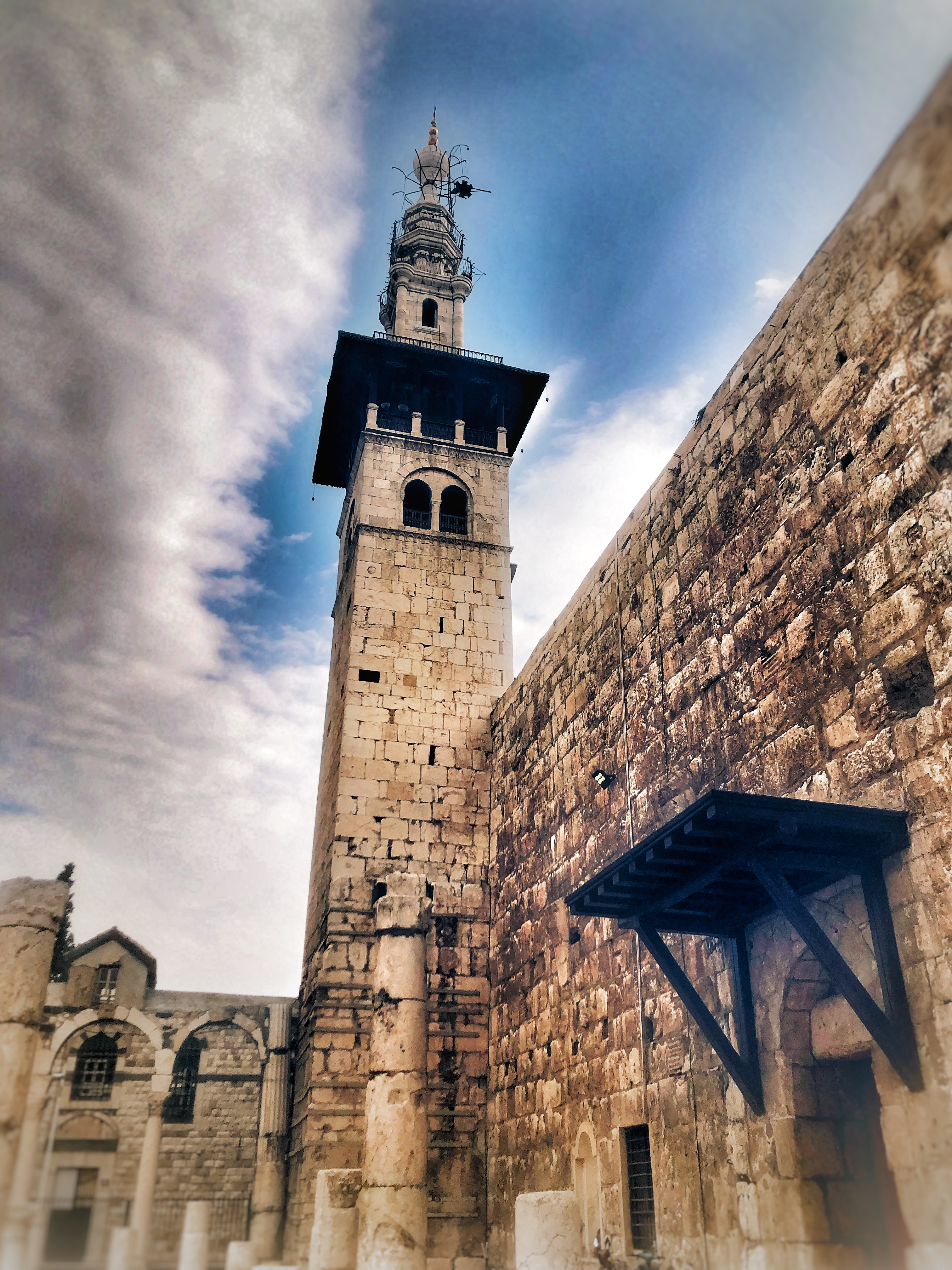
مئذنة العروس

### هوامش
American architect and architecture، J. R. Osgood & Co، 1894، مؤرشف من الأصل في 2020-01-28.
Bowersock، Glen Warren؛ Brown، Peter Lamont (2001). Interpreting late antiquity: essays on the postclassical world. Harvard University Press. ISBN:0-674-00598-8. مؤرشف من الأصل في 2020-01-28.
Burns، Ross (2005)، Damascus: A History، London: Routledge، ISBN:0-415-27105-3، مؤرشف من الأصل في 2020-01-28.
Calcani، Giuliana؛ Abdulkarim، Maamoun (2003). Apollodorus of Damascus and Trajan's Column: from tradition to project. L'Erma di Bretschneider. ISBN:88-8265-233-5. مؤرشف من الأصل في 2020-01-28.
Dumper، Michael؛ Stanley، Bruce E. (2007). Cities of the Middle East and North Africa: A Historical Encyclopedia. ABC-CLIO. ISBN:1-57607-919-8. مؤرشف من الأصل في 2019-12-23.
Charette، François (2003)، Mathematical instrumentation in fourteenth-century Egypt and Syria: the illustrated treatise of Najm al-Dīn al-Mīṣrī، BRILL، ISBN:978-90-04-13015-9، مؤرشف من الأصل في 2020-01-28
Finkel، Caroline (2005)، Osman's dream: the story of the Ottoman Empire, 1300-1923، Basic Books، ISBN:0-465-02396-7، مؤرشف من الأصل في 2016-05-14.
Flood، Finbarr Barry (2001). The Great Mosque of Damascus: studies on the makings of an Umayyad visual culture. Boston: BRILL. ISBN:90-04-11638-9. مؤرشف من الأصل في 2017-10-14.
Flood، Finbarr Barry (1997). "Umayyad Survivals and Mamluk Revivals: Qalawunid Architecture and the Great Mosque of Damascus". Muqarnas. Boston: BRILL. ج. 14: 57–79. DOI:10.2307/1523236. ISSN:0732-2992.
Grafman، Rafi؛ Rosen-Ayalon، Myriam (1999). "The Two Great Syrian Umayyad Mosques: Jerusalem and Damascus". Muqarnas. Boston: BRILL. ج. 16: 1–15. DOI:10.2307/1523262.
Hitti، Phillip K. (أكتوبر 2002). History of Syria: Including Lebanon and Palestine. Piscataway, NJ: Gorgias Press LLC. ISBN:978-1-931956-60-4. مؤرشف من الأصل في 2014-07-09.
le Strange، Guy (1890)، Palestine Under the Moslems: A Description of Syria and the Holy Land from A.D. 650 to 1500، Committee of the صندوق استكشاف فلسطين، مؤرشف من الأصل في 2022-12-16 (ابن جبير: p.240 ff)
Ibn Ṣaṣrā، Muḥammad ibn Muḥammad (1963). William M. Brinner (المحرر). A chronicle of Damascus, 1389-1397. University of California Press. مؤرشف من الأصل في 2020-01-28.
Ibn Khaldūn؛ Fischel، Walter Joseph (1952). "Ibn+Khaldūn"&dq=inauthor:"Ibn+Khaldūn" Ibn Khaldūn and Tamerlane: their historic meeting in Damascus, 1401 a.d. (803 a. h.) A study based on Arabic manuscripts of Ibn Khaldūn's "Autobiography". University of California Press. مؤرشف من "Ibn+Khaldūn"&dq=inauthor:"Ibn+Khaldūn" الأصل في 2020-07-14.
Kafescioǧlu، Çiǧdem (1999). ""In The Image of Rūm": Ottoman Architectural Patronage in Sixteenth-Century Aleppo and Damascus". Muqarnas. BRILL. ج. 16: 70–96. DOI:10.2307/1523266.
Kamal al-Din، Nuha؛ ابن كثير (2002). The Islamic view of Jesus. Islamic Books. ISBN:977-6005-08-X. مؤرشف من الأصل في 2020-01-28.
صندوق استكشاف فلسطين (1897)، Quarterly statement، Published at the Fund's Office، مؤرشف من الأصل في 2020-01-28.
Ring، Trudy؛ Salkin، Robert M.؛ Schellinger، Paul E. (1994)، International Dictionary of Historic Places، Taylor & Francis، ISBN:1-884964-03-6، مؤرشف من الأصل في 2019-06-09
Rivoira، Giovanni Teresio (1918)، Moslem architecture: its origins and development، Oxford University Press، مؤرشف من الأصل في 2020-01-28.
Selin، Helaine، المحرر (1997)، Encyclopaedia of the history of science, technology, and medicine in non-western cultures، Springer، ISBN:978-0-7923-4066-9، مؤرشف من الأصل في 2019-12-19.
Walker، Bethany J. (Mar., 2004). "Commemorating the Sacred Spaces of the Past: The Mamluks and the Umayyad Mosque at Damascus". Near Eastern Archaeology. The American Schools of Oriental Research. ج. 67 ع. 1: 26–39. DOI:10.2307/4149989. مؤرشف من الأصل في 2022-06-01. {{استشهاد بدورية محكمة}}: تحقق من التاريخ في: |تاريخ= (مساعدة)
Winter، Michael؛ Levanoni، Amalia (2004). The Mamluks in Egyptian and Syrian politics and society. BRILL. ISBN:90-04-13286-4. مؤرشف من الأصل في 2020-01-28.
Van Leeuwen، Richard (1999)، Waqfs and urban structures: the case of Ottoman Damascus، BRILL، ISBN:90-04-11299-5، مؤرشف من الأصل في 2020-01-28
Wolff، Richard (2007)، The Popular Encyclopedia of World Religions: A User-Friendly Guide to Their Beliefs, History, and Impact on Our World Today، Harvest House Publishers، ISBN:0-7369-2007-2، مؤرشف من الأصل في 2020-01-28
Zaimeche، Salah؛ Ball، Lamaan (2005)، Damascus، مانشستر: Foundation for Science Technology and Culture

## وصلات خارجية
- جولة افتراضية ثلاثية الأبعاد في المسجد الأموي
- الجامع الأموي - وزارة السياحة السورية
- صور للجامع الأموي - الشمعة.
- علي الطنطاوي، كتاب الجامع الأموي في دمشق